# Chronologie des attentats du 13 novembre 2015 en France et de leurs conséquences
Pour un article plus général, voir Attentats du 13 novembre 2015 en France.
La chronologie des attentats du 13 novembre 2015 en France et de leurs conséquences retrace la préparation des attaques, déroulement des attentats proprement dits puis, mois par mois, les avancées de l'enquête et des différentes conséquences tant au niveau national que sur le plan international.
Au fil des progrès de l'enquête dans les jours qui suivent les attentats, cette chronologie des événements est révélée à la presse par François Molins, procureur de Paris. Les attaques, menées pratiquement au même moment, se déroulent le soir du 13 novembre et sont l'œuvre de trois équipes de trois hommes. Chaque équipe emporte des dispositifs explosifs identiques et, à part une, des fusils d'assaut de type Kalachnikov.
Le vendredi 13 novembre vers 21 h 16, le premier terroriste entre en action près du stade de France en faisant exploser la ceinture d'explosifs dont ils sont équipés. Les trois explosions font au total, outre les terroristes, un mort et une dizaine de blessés graves. À 21 h 24, le second groupe de trois terroristes intervient dans plusieurs rues des 10e et 11e arrondissements de Paris. Se déplaçant à bord d'une Seat León de couleur noire immatriculée en Belgique, ils ouvrent le feu à trois reprises sur des personnes attablées à des terrasses de bars et de restaurants, causant la mort de trente-neuf personnes et en blessant trente-deux autres grièvement, puis l'un des terroristes, Brahim Abdeslam, fait sauter sa ceinture d'explosifs dans un café du boulevard Voltaire, faisant trois blessés graves et treize blessés légers. Ses deux complices disparaissent. À 21 h 47, le troisième groupe arrive à la salle de spectacle du Bataclan (11e arrondissement), abat des personnes à l'extérieur du bâtiment, y pénètre et commence à tirer par rafale sur les spectateurs. Les trois hommes exécutent froidement les spectateurs, un par un. La tuerie de masse fait 90 morts et des dizaines de blessés graves avant que les forces de police n'interviennent et abattent les trois terroristes.

## 2008-2015: Des menaces ignorées
Au fil des progrès de l'enquête, il apparaît que différentes menaces exprimées soit lors de manifestations soit lors de l'instruction d'enquêtes auraient pu alerter les différents services et être mieux prises en compte. Toutefois le nombre important de cibles potentielles et les problématiques d'échanges d'information entre services tant du renseignement que de la justice constituent des difficultés pour faire émerger des informations dont le rapprochement a posteriori paraît plus simple.

### 2008: Manifestations devant le Bataclan
En janvier 2008, une manifestation a lieu devant le Bataclan pour protester contre le fait que la salle de spectacle accueille chaque année depuis 4 ans le gala de la Police aux frontières israélienne, le Magav. En décembre 2008, un nouveau rassemblement a lieu pour le même motif, certains des manifestants défilant le visage masqué par des keffiehs avec des propos très menaçants « Si le Bataclan et le Migdal organisent, comme les années précédentes, une soirée pour le Magav, la police des frontières de l'armée israélienne, les gens ne vont plus le supporter et vous allez payer les conséquences de vos actes. La prochaine fois on ne viendra pas pour parler », prévenait le groupe baptisé Resistancepalestine. Aucun lien direct ne peut toutefois être établi entre ces paroles et les attentats du 13 novembre, mais il apparaît que dès cette année-là, le Bataclan était déjà une cible potentielle pour certaines mouvances radicales.

### 2009: le projet de Farouk Ben Abbes
Le nom du Bataclan apparaît explicitement en 2009 dans une affaire de terrorisme. Lors de l’attentat commis au Caire, en Égypte, le 22 février 2009 – au cours duquel la jeune Française de 17 ans, Cécile Vannier, est tuée – plusieurs suspects sont arrêtés, dont une Française d'origine albanaise, Dude Hohxa. Celle-ci aurait déclaré aux services égyptiens que M. Farouk Ben Abbes projetait d’attaquer la salle de spectacle du Bataclan. Il projetait également de s’en prendre à une cible juive dans la commune de Saint-Denis. Interrogé par la police égyptienne, Farouk Ben Abbes aurait confirmé son projet d’attentat contre le Bataclan. Remis en liberté, il est interrogé par les Belges, puis est interpellé en 2010 à son retour en France, mis en examen pour association de malfaiteurs en vue de préparer des actes de terrorisme et placé en détention. Au cours de ses différentes auditions, Farouk Ben Abbes aurait proposé la salle de spectacle du Bataclan comme cible d'un projet d'attentat, « le choix s'est porté sur ce lieu en raison de manifestations de soutien et de collectes de fonds réalisées au profit de la communauté juive ». Toutefois, faute d’éléments probants, une décision de non-lieu est prononcée dans cette affaire le 14 septembre 2012 par le juge d'instruction antiterroriste Christophe Tessier, chargé du dossier.
Lors des auditions de l'enquête parlementaire, M. Patrick Calvar, directeur général de la sécurité intérieure, déclare, concernant ce projet d'attentat, que « toutes les investigations réalisées à partir de là n’ont pas permis de le relier à ce pseudo-projet dont on ignore, encore une fois, s’il a existé ou non ». Mais les propriétaires du Bataclan n'auraient jamais été informés de ces menaces. Pour Georges Fenech, président de la commission d'enquête, il s'agit là d'un manquement grave de la justice. La procédure prévoit en effet que lorsqu'un établissement ou une personne victime potentielle apparaît dans une procédure ceux-ci doivent en être informés par le biais d'un avis à victimes.
Lors de son audition, le juge Trévidic déclare ne pas se souvenir avoir instruit le dossier Farouk Ben Abbes et que « de nombreux projets d’attentats ont été mentionnés au long de toutes ces années, et ceux qui les évoquent changent parfois de cibles. Mais il est exact que si l’on avait fait la relation avec le fait que beaucoup d’anciens d’Afghanistan dont les noms étaient apparus dans des procédures étaient à présent en Syrie, on aurait pu faire le travail de fond consistant à rechercher les cibles qui avaient alors été mentionnées comme cibles potentielles. Qu’ils se revendiquent d’Al Qaida ou de l’État islamique, ces gens sont les mêmes, et qui a songé à s’en prendre au Bataclan en 2009 peut avoir le même projet en 2015 ».

### 2015: le projet de Reda Hame
Le 11 août 2015, Reda Hame est interpellé à son retour de Syrie. Interrogé par le juge d’instruction Marc Trévidic, il explique qu’il a été invité à commettre un attentat en France, par exemple dans une salle de spectacle, par Abou Omar, qui n’est autre qu’Abdelhamid Abaaoud,. Camille Hennetier, cheffe du pôle antiterroriste du parquet de Paris, est tout aussi affirmative : « Selon les PV de garde à vue, Reda Hame parle d’un concert de rock dans un pays européen. Il dit qu’Abaaoud lui a demandé de choisir une cible facile, un concert, par exemple, là où il y a du monde ». La salle du Bataclan n’est néanmoins pas citée en tant que telle.
La menace est prise très au sérieux par les services français mais, comme le souligne Marc Trévidic lors de son audition, « il y a un très grand nombre de festivals et de concerts de rock en France ». « Contrecarrer les attaques aurait supposé que les magistrats instructeurs et les agents des services de renseignement aient gardé, personnellement, en mémoire toutes les cibles mentionnées par les terroristes lors de leurs auditions », estime Sébastien Pietrasanta, rapporteur PS de la commission d'enquête.

## 2015: la préparation des attentats

### Septembre
Début septembre, deux appartements sont loués en Belgique sous de fausses identités dans le cadre de la préparation des attentats, l'un à Charleroi (le 1er septembre) et l'autre à Schaerbeek, une commune de Bruxelles (le 3 septembre). Cet appartement bruxellois a sans doute été utilisé pour fabriquer des explosifs. Les enquêteurs y ont retrouvé lors de leur perquisition le 10 décembre des traces de TATP, une balance de précision et des ceintures ventrales. Par ailleurs, ils ont pu y retrouver une trace ADN de Bilal Hadfi ainsi qu'une empreinte digitale de Salah Abdeslam. Ce même Bilal Hadfi, ainsi qu'Abdelhamid Abaaoud ont séjourné dans l'appartement de Charleroi.
Le 9 septembre, le véhicule de Salah Abdeslam est contrôlé à la frontière austro-hongroise en provenance de Budapest. Il se trouve en compagnie de deux hommes munis de deux cartes d'identité belges, qui se révéleront par la suite fausses, au nom de Samir Bouzid et Soufiane Kayal. Ces deux hommes coordonnent ensuite les attaques depuis Bruxelles le 13 novembre.

### Octobre
Le 3 octobre, deux des futurs kamikazes du stade de France munis de faux passeports syriens aux noms de Mohammad al-Mahmod et Ahmad al-Mohammad débarquent sur l'île grecque de Leros en se mêlant au flux de réfugiés convergeant vers ce pays. Ils parviennent ainsi à s'infiltrer en Europe sans être détectés.
Le 5 octobre, les terroristes louent sous une fausse identité une maison à Auvelais dans la province de Namur, au sud de la Belgique. Elle est soupçonnée d'avoir servi de cache. Elle a été louée par Soufiane Kayal, la fausse identité utilisée par l'un des deux hommes repérés à la frontière austro-hongroise avec Salah Abdeslam en septembre.

### Novembre
Le 9 novembre, Salah Abdeslam loue la Polo et la Clio utilisées lors des attentats dans deux agences différentes à Bruxelles.
Le mardi 10 novembre vers 21 h, la Clio louée à Bruxelles est flashée à hauteur de Valenciennes, en direction de Paris. Vers 23 h, elle repart pour la Belgique. À 1 h 28, elle est de nouveau détectée en France au péage de Chamant dans l'Oise. Grâce à des relevés bancaires corroborés par des archives de vidéosurveillance, les enquêteurs déterminent que Salah Abdeslam se trouve une nouvelle fois en France le lendemain, mercredi 11 novembre, en compagnie de Mohamed Abrini, un djihadiste belge passé par la Syrie. Ils sont repérés à bord de la Clio noire dans une station service de l'Oise, à Ressons-sur-Matz, sur l'autoroute A1, en direction de Paris.
L'enquête permet de retrouver des images montrant le 12 novembre à 3 h du matin Salah et Brahim Abdeslam, deux des terroristes du 13 novembre, accompagnés de Mohamed Abrini, descendant de la Clio et de la Seat utilisées pour les attentats. Ils sont stationnés dans une ruelle à Molenbeek, descendent de leurs véhicules et s'échangent un paquet. À 4 h 30 les deux voitures prennent le départ en direction de Charleroi par l'autoroute A54. Ils y rejoignent un autre véhicule, une Polo. Les trois véhicules repartent ensemble pour Paris vers 16 h. Les images des vidéos de surveillance de deux stations-service où le convoi fait des haltes permettent de reconstituer partiellement la composition du groupe. Dans la Polo, on retrouve Bilal Hadfi, l'un des kamikazes du Stade de France et deux des assaillants du Bataclan, Samy Amimour et Ismaël Omar Mostefaï. Le quatrième occupant du véhicule n'est pas formellement identifié, mais il pourrait s'agir de Foued Mohamed-Aggad, le troisième terroriste du Bataclan. Dans la Clio, on retrouve Salah et Brahim Abdeslam accompagnés de Mohamed Abrini. Les trois véhicules arrivent à Paris en début de soirée. La Seat, qui est le véhicule de queue, y parvient à 19 h 37. Sur place, les terroristes se répartissent dans deux locations louées par les frères Abdeslam. Le commando du Bataclan loge dans deux studios de l’Appart’City d’Alfortville, loués le même jour par Salah Abdeslam, tandis que les équipes du Stade de France et des terrasses se rendent dans un pavillon de Bobigny, une étroite maison en meulière de deux étages, située à l'ombre de la cité de l'Abreuvoir où ils confectionnent leurs ceintures explosives à l'aide de rouleaux de Scotch retrouvés sur place.

## 13 novembre 2015: la soirée et la nuit des attentats parisiens

### Coordination en Belgique
Les attaques sont coordonnées depuis la ville de Bruxelles, sans doute par deux hommes connus sous les fausses identités de Samir Bouzid et Soufiane Kayal et contrôlés le 9 septembre 2015 à la frontière austro-hongroise en compagnie de Salah Abdeslam. Les coordinateurs communiquent avec le commando du Bataclan sur une ligne et avec Abdelhamid Abaaoud grâce à un autre numéro le soir du 13 novembre. Ces deux lignes sont géolocalisées au même endroit en Belgique.

### Départ des commandos
L'étude de la mémoire du téléphone Samsung jeté par les assaillants du Bataclan au moment de l'attaque et sur lequel ont été retrouvés des traces d'ADN de Mostefaï et Mohamed Aggad montre que l'appareil a été utilisé pour télécharger l'application de messagerie sécurisée Telegram vers 14 h puis qu'il a été utilisé pour faire des recherches sur le concert des Eagles of Death Metal au Bataclan ainsi que pour trouver des photos et plans détaillés de la salle.
La Clio quitte le pavillon de Bobigny vers 18 h et stationne au terminal 2C de l'aéroport de Roissy entre 18 h 20 et 19 h 20. Les raisons de ce déplacement restent inexpliquées mais il s'agit selon l'enquête d'un acte prémédité puisque l'on retrouve par la suite dans la Clio un papier où est griffonné le nom de l'aéroport et des autres destinations des terroristes. Le véhicule retourne ensuite à Bobigny.
À 19 h 40, l'équipe de la salle de spectacle du Bataclan, composée de Samy Amimour, Ismaël Omar Mostefaï et Foued Mohamed-Aggad, se met en route pour sa destination à bord de la Polo. Les trois kamikazes du Stade de France, Bilal Hadfi et deux Irakiens, conduits par Salah Abdeslam prennent le départ de Bobigny à bord de la Clio à 20 h 29, empruntant l'autoroute A86 en direction de Saint-Denis. Puis l'équipe des terrasses des restaurants parisiens part dix minutes plus tard avec la Seat, conduite par Abdelhamid Abaaoud, accompagné de Brahim Abdeslam et de Chakib Akrouh,.

### Soirée et nuit des attentats: les trois vagues d'attaques

#### Première vague d'attaques: les explosions aux abords du stade de France à Saint-Denis

Carte des attentats aux abords du stade de France à Saint-Denis pendant le match France-Allemagne, le soir du 13 novembre 2015.

Salah Abdeslam dépose les trois kamikazes, équipés de ceintures explosives, aux abords du Stade de France situé à Saint-Denis, dans le département de la Seine-Saint-Denis. Ne disposant pas de billets, ceux-ci ne peuvent accéder au stade, dans lequel se déroule le match amical de football France-Allemagne.

##### Explosions survenues

###### Première explosion
À 21 h 16, seize minutes après le début du match, une première explosion retentit face au restaurant et bar à cocktails Events, rue Jules-Rimet, près de la porte D du stade de France,
Deux corps sont retrouvés, celui du kamikaze portant un gilet explosif composé de TATP et de boulons et celui d'un chauffeur de bus (pour des spectateurs venus voir le match) soufflé par l’explosion.

###### Deuxième explosion
À 21 h 20,, toujours dans la rue Jules-Rimet, face à la porte H du stade, près d'un établissement de restauration rapide de l'enseigne Quick, un second terroriste porteur d'un dispositif similaire se fait exploser. Selon une rumeur, les deux hommes ont été refoulés par les stadiers, alors que le match avait déjà commencé. Cependant, Jacques Lambert, l'ancien dirigeant de la FFF, indique :   « À ce jour et contrairement à certaines infos qui circulent, on ne sait pas véritablement »,.

###### Troisième explosion
À 21 h 53, une troisième et dernière explosion se produit selon le même mode opératoire, cette fois plus au sud, rue de la Cokerie (de l'autre côté de l'autoroute par rapport au stade), devant un autre établissement de restauration rapide, celui de l'enseigne McDonald's. Le corps du terroriste Bilal Hadfi est retrouvé et identifié.
L'un des gardiens du Stade de France racontera par la suite comment, quelques minutes plus tôt, il a refoulé le terroriste lorsque celui-ci cherchait à pénétrer dans le stade.

##### Conséquences

###### Pendant le match
Les explosions, initialement prises pour le bruit de gros pétards, sont entendues par les joueurs français et allemands, mais aussi par le public, les journalistes, les radiospectateurs et les téléspectateurs lors des retransmissions radios et télévisées en direct, mais ils ont été maintenus dans l'ignorance des faits jusqu'au coup de sifflet final du match.
Afin d'éviter toute panique inutile, le match France-Allemagne n'a pas été arrêté ni interrompu.

###### Au niveau présidentiel et gouvernemental
À 21 h 36, dans la tribune présidentielle, le ministre de l'Intérieur Bernard Cazeneuve reçoit un appel téléphonique du préfet de police de Paris qui l'informe que les explosions qui ont eu lieu n'ont pas été déclenchées de manière accidentelle. Le président de la République François Hollande, qui assiste au match avec le ministre de l'Intérieur et le ministre allemand des Affaires étrangères Frank-Walter Steinmeier, est alerté par le préfet de la Seine-Saint-Denis et les forces de sécurité de la situation et se rend ensuite au poste de sécurité du stade de France, surnommé « la Bulle », suivi par Bernard Cazeneuve. Dans la salle de commandement du poste, le préfet ordonne la fermeture immédiate de toutes les grilles du stade, considérant que les abords extérieurs ne sont pas sécurisés. Informé des autres attaques en cours dans la capitale, François Hollande quitte le stade à la mi-temps en priant ses ministres et le président de l'Assemblée nationale de rester jusqu'à la fin de la rencontre.

###### Fin du match
Au coup de sifflet final du match, le speaker Franck Bargine informe les spectateurs « qu'un incident extérieur a eu lieu » et déclenche immédiatement la procédure d'évacuation du stade. Quelques minutes plus tard, à la suite d'une rumeur, un mouvement de foule d'une travée envahit la pelouse durant une demi-heure avant d'être à nouveau évacuée.
Les personnes présentes quittent le stade dans le calme et regagnent Paris à pied ou en voiture, car le trafic des transports en commun de la RATP est arrêté à cause de plusieurs alertes au colis piégé, les empêchant de prendre le bus et le métro parisien.
Accompagné du président de la Fédération française de football Noël Le Graët, le secrétaire d'État chargé des Sports, Thierry Braillard, informe les joueurs français des attaques terroristes en cours dans Paris une fois ceux-ci revenus dans leur vestiaire.
Se joignant aux joueurs français en signe de solidarité, les joueurs allemands sont eux aussi bouleversés par les attentats. Alors que leur hôtel a déjà été évacué dans la même journée en raison d'une alerte à la bombe, ces derniers décident de passer la nuit dans le vestiaire du stade, avant de rejoindre l'aéroport de Roissy dans plusieurs minibus banalisés le lendemain matin.
L'équipe de France, quant à elle, regagne Clairefontaine vers 4 heures du matin, sous escorte policière, après avoir reçu l'autorisation de quitter le Stade de France.

##### Bilan total

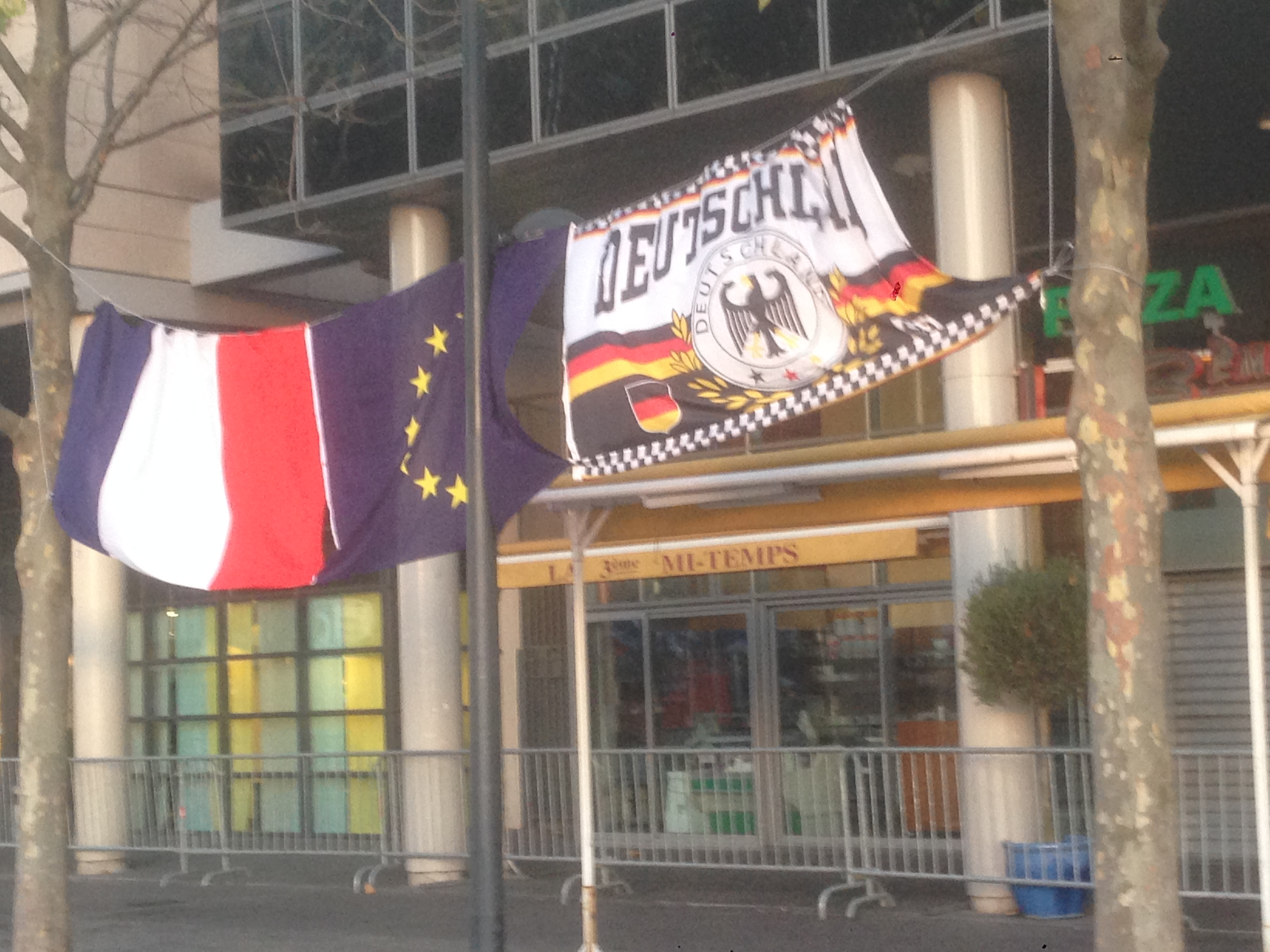
Drapeaux face au stade de France après le match France-Allemagne.

Au total, ces explosions font un mort et onze blessés graves, dont trois Roms d'un bidonville de La Courneuve. Seize des victimes, dont cinq dans un état grave, sont évacuées et soignées à l'hôpital Delafontaine de Saint-Denis.
D'après Thierry Braillard, les kamikazes auraient voulu pénétrer dans l'enceinte du stade de France sans y parvenir et leur attaque serait donc globalement un échec. Une source policière juge qu'il est « miraculeux qu'il y ait eu si peu de victimes. Concrètement, ce qu'ils ont fait, à part se suicider, ça n'a aucun sens. Ce n'est pas la bonne heure : si vous voulez faire un carnage, vous faites ça au moment de l'entrée ou de la sortie des spectateurs. » De même, elle affirme que « s'ils avaient attendu la fin du match, quand des milliers de personnes se pressent vers le métro, ils auraient là aussi fait de terribles dégâts […] Mais surtout, ils auraient créé une panique incroyable. La panique, par effet indirect, c'est terrible. Les gens se piétinent ». Sur les raisons de ce comportement, la même source policière ajoute : « Pour l'instant, l'hypothèse la plus probable, c'est qu'ils avaient pour consigne de taper à 21 h 20 pour se coordonner avec le Bataclan. Ils n'étaient peut-être pas bien malins, ils n'avaient pas réussi à se positionner là où ils auraient dû, ils se sont fait péter à l'heure où on leur a dit... »

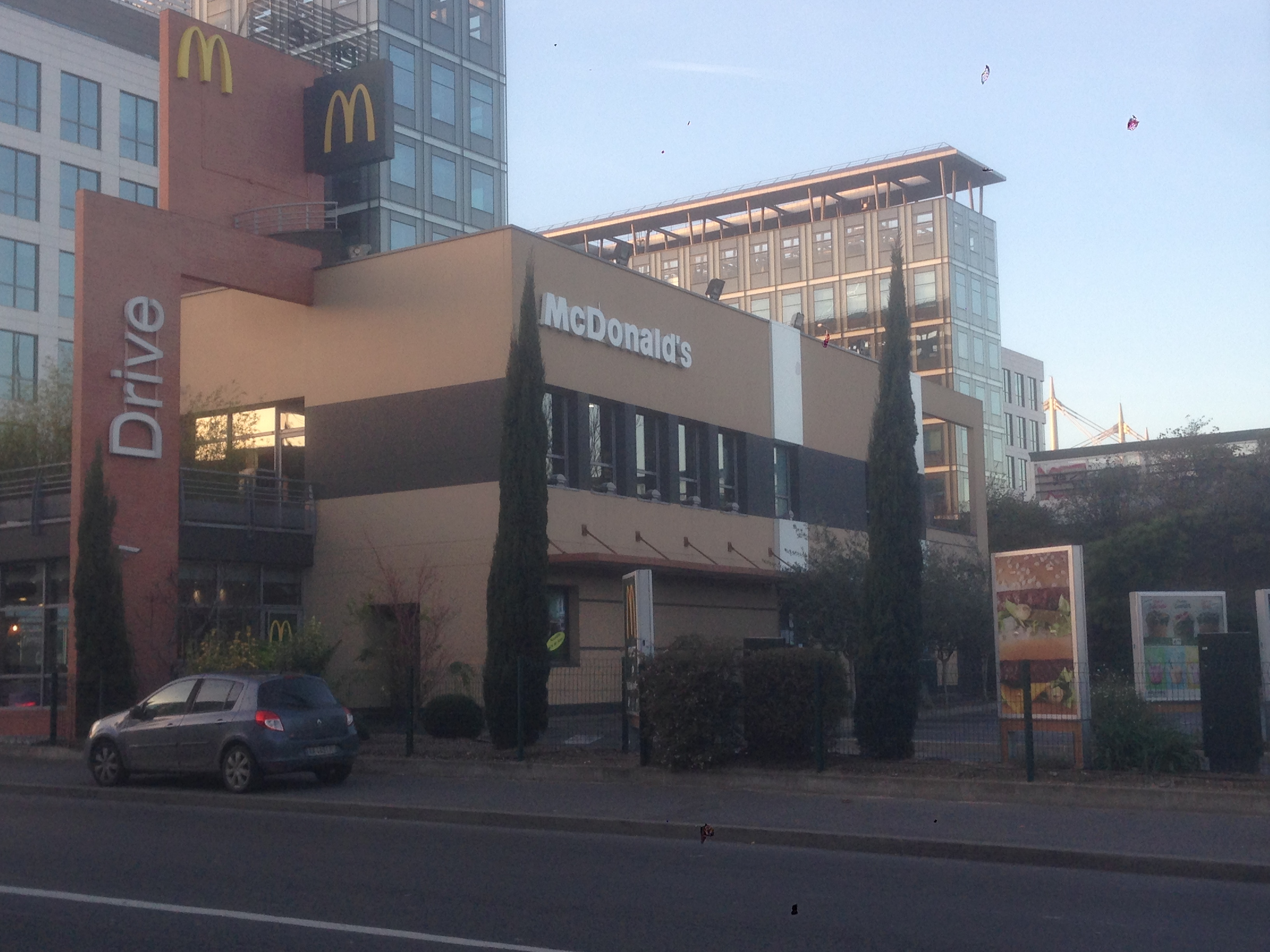
Le restaurant McDonald's.
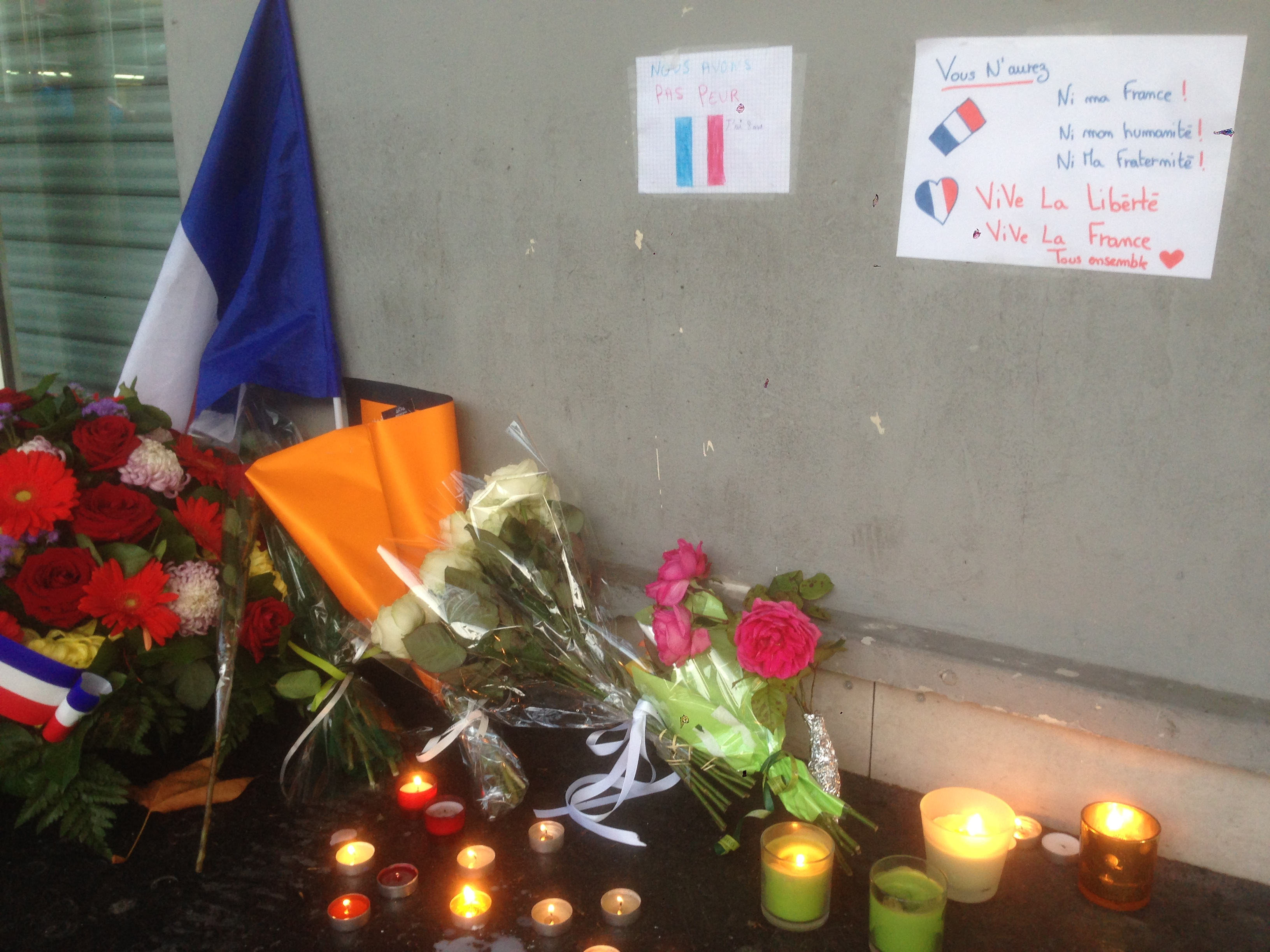
Le restaurant Quick.
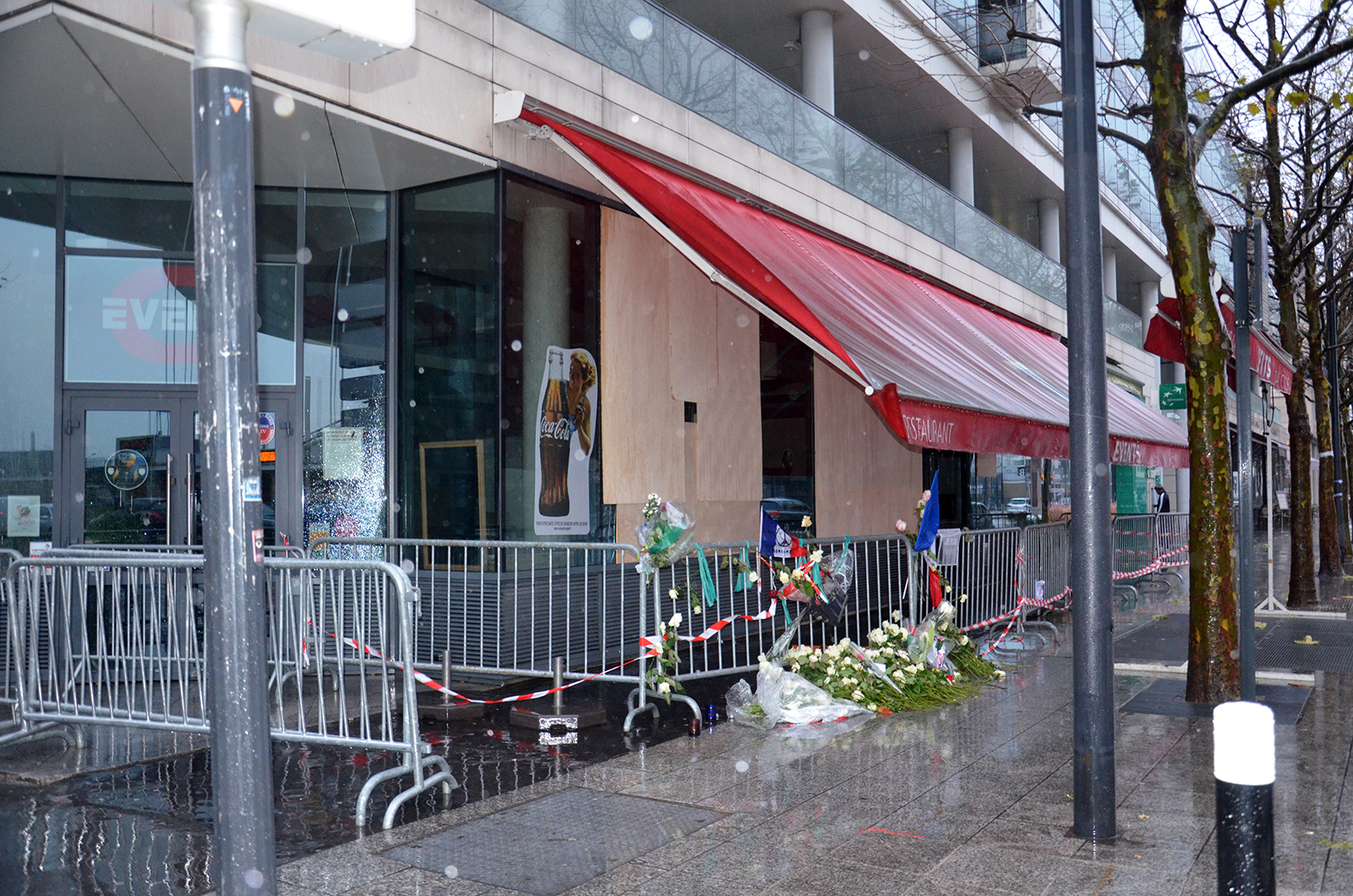
Le restaurant Events.

#### Deuxième vague d'attaques: les terrasses des restaurants (10eet11earrondissements)

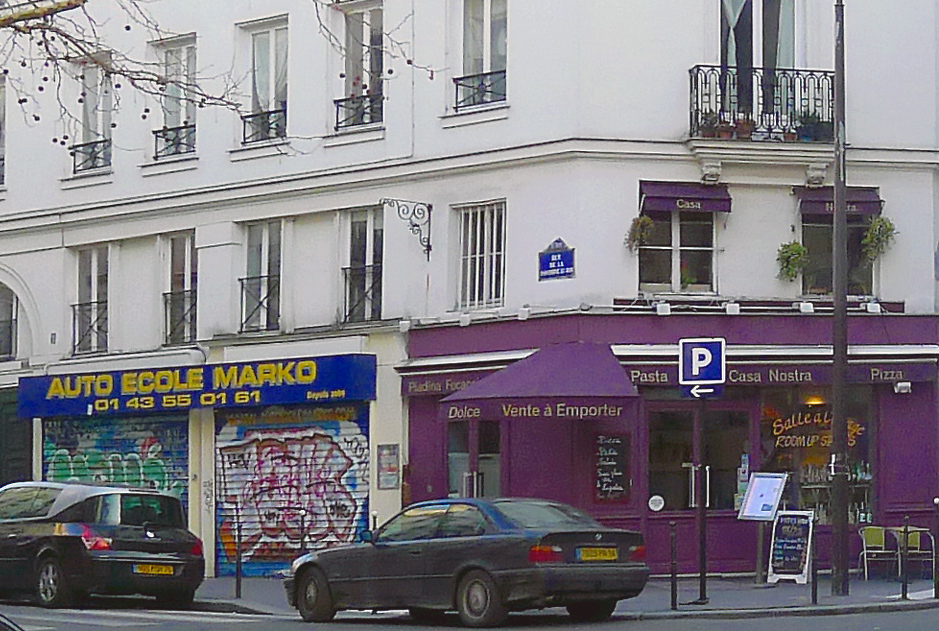
Devanture et terrasse du restaurant Casa Nostra en 2013, deux ans avant les attentats parisiens.

La seconde série d'attentats est opérée par trois hommes circulant dans une Seat noire immatriculée en Belgique. L'état actuel de l'enquête laisse supposer qu'il s'agit d'Abdelhamid Abaaoud, de Brahim Abdeslam et de Chakib Akrouh. Durant une vingtaine de minutes, et sur quatre sites rapprochés, ils abattent des dizaines de personnes attablées à des terrasses de cafés et de restaurants, en criant « Allahu akbar » et  « C'est pour la Syrie », comme en témoignent des passants.
La salle radio de la police qui ne comporte que quatre opérateurs est très rapidement submergée par le nombre d'appels passés. Les multiples adresses qui sont données par les appelants ajoutent à la confusion et rendent difficile dans un premier temps l'identification des lieux réels des attaques et l'envoi des forces de l'ordre et des secours.

##### Rues Alibert et Bichat
À 21 h 24, les terroristes ouvrent le feu sur le bistrot Le Carillon, au 18, rue Alibert (à un angle de cette rue avec la rue Bichat), puis sur le restaurant qui lui fait face : Le Petit Cambodge, au 20 de cette même rue).
Au milieu de la nuit de l'attaque, le bilan fait état de treize personnes tuées, et de dix blessés en urgence absolue (catégorie regroupant les personnes gravement blessées ou à traiter en extrême urgence).

##### Rues du Faubourg-du-Temple et de la Fontaine-au-Roi

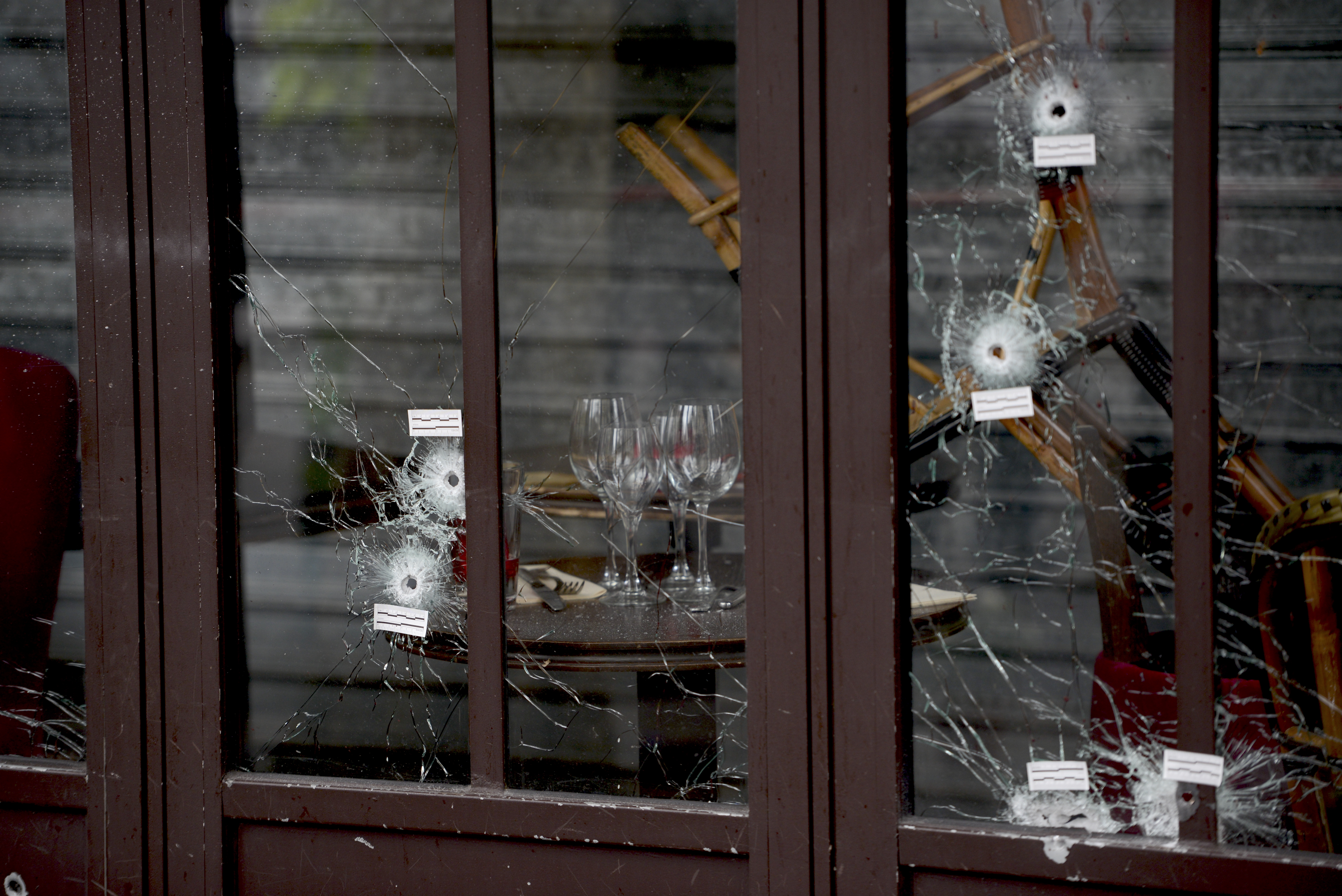
Impacts de balles sur la devanture du Café Bonne Bière, au lendemain des attentats du 13 novembre 2015 à Paris.

À 21 h 26, ils tirent sur la brasserie Café Bonne Bière, 32, rue du Faubourg-du-Temple (au croisement de celle-ci avec la rue de la Fontaine-au-Roi) et près de la terrasse d'un restaurant italien, Casa Nostra, 2, rue de la Fontaine-au-Roi.
Au milieu de la nuit du drame, le bilan est de cinq personnes tuées et huit blessés en urgence absolue.

##### Restaurant La Belle Équipe
À 21 h 36, ils attaquent le restaurant La Belle Équipe au 92, rue de Charonne (au carrefour de celle-ci avec la rue Faidherbe).
Le bilan est ici de vingt-et-une personnes tuées (dont l'épouse du patron du bar, qui formait avec son mari un couple mixte juif/musulman) et quatorze blessés en urgence absolue.

##### Comptoir Voltaire
Enfin à 21 h 41, ayant été déposé par la Seat au café-brasserie du comptoir Voltaire, au 253, boulevard Voltaire (à un angle de cette artère et la rue de Montreuil), Brahim Abdeslam se fait exploser au moment où il passe commande au restaurant en utilisant le même dispositif explosif que les terroristes du stade de France.
L'explosion cause trois blessés graves et treize blessés légers, car seule la charge qu'il portait au dos a explosé.

#### Troisième vague d'attaques: la salle de spectacle du Bataclan (11earrondissement)

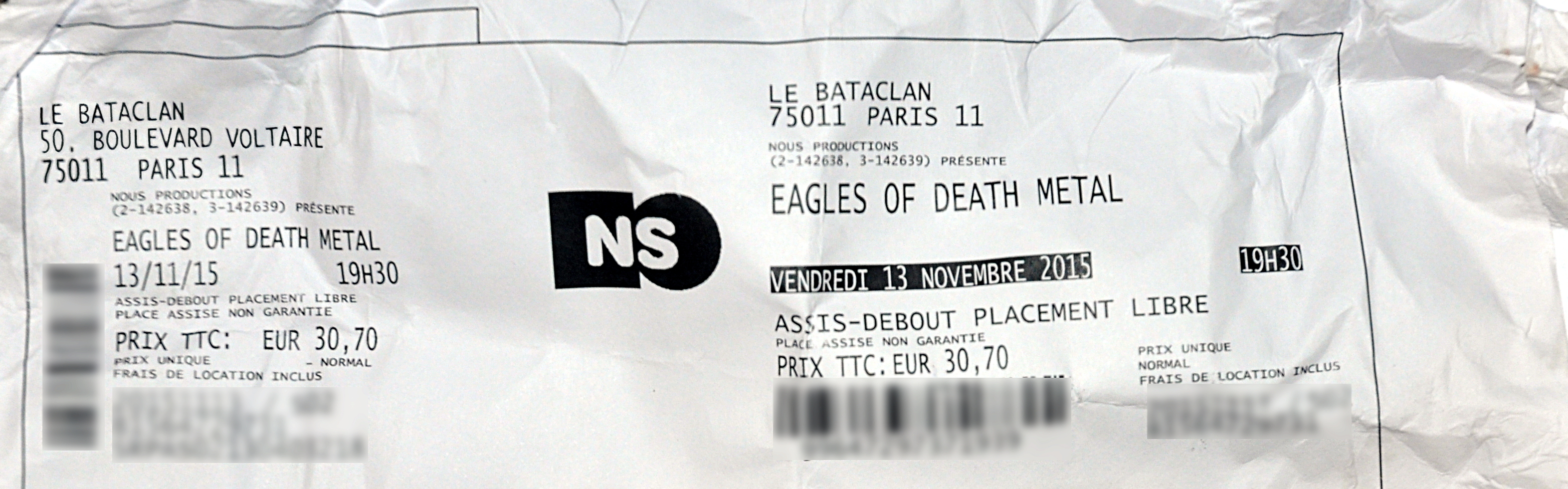
Détail d'un ticket d'entrée au Bataclan pour le concert des Eagles of Death Metal le vendredi soir du 13 novembre 2015.

##### Massacre de masse (21 h 40 - 22 h 00)

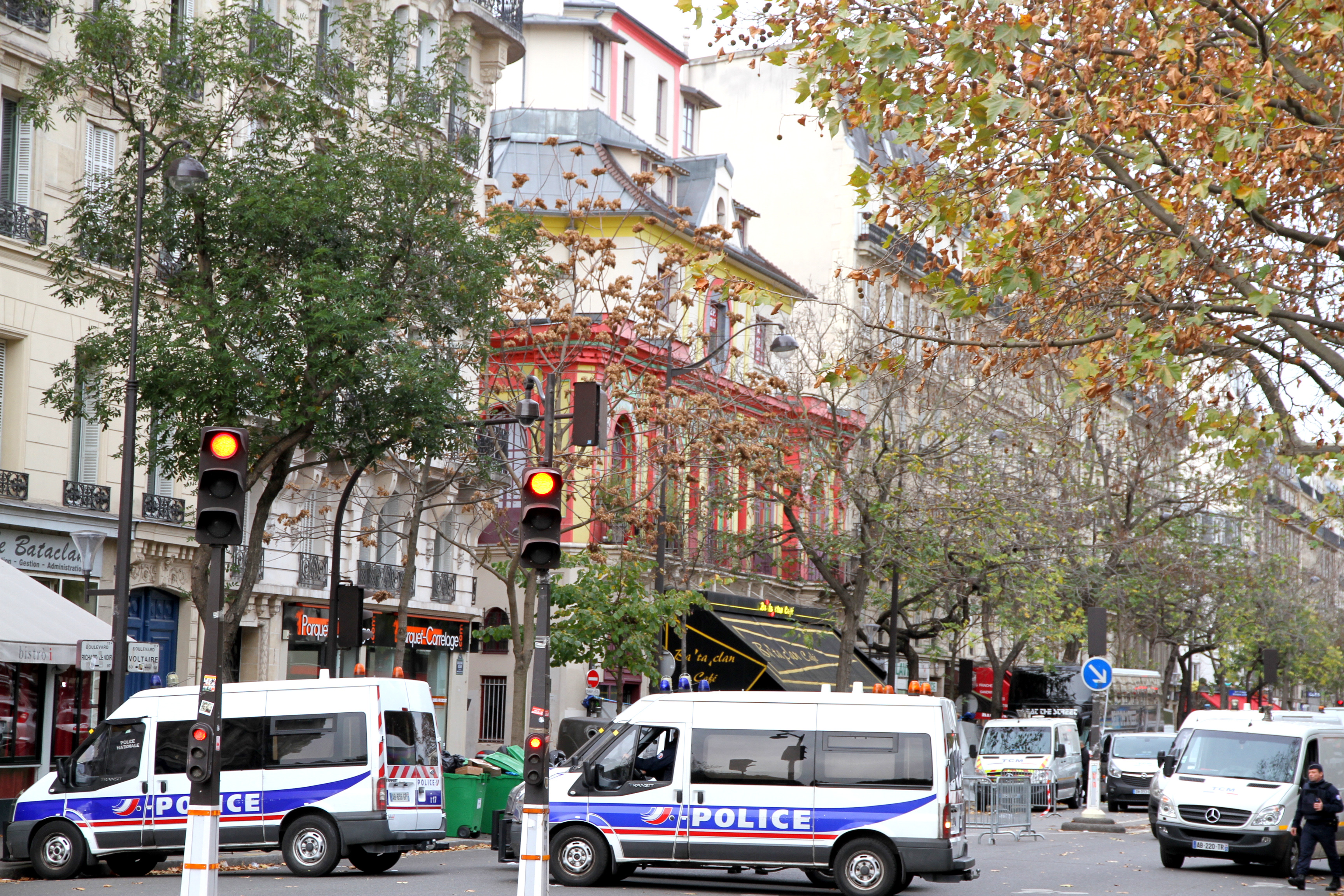
Des véhicules de police devant la salle de spectacle du Bataclan, le lendemain des attaques terroristes à Paris, le 14 novembre 2015.

Peu après 21 h 40, trois individus armés, à visage découvert, habillés en civil — Samy Amimour, Ismaël Omar Mostefaï et Foued Mohamed-Aggad — descendent d'une Polo garée à l’angle du boulevard Voltaire et du passage Saint-Pierre Amelot, devant la salle de spectacle et font feu devant l'entrée principale du Bataclan où se déroule depuis une demi-heure un concert du groupe de rock Eagles of Death Metal. Ils tuent trois personnes,. À 21 h 42, ils envoient un SMS vers un numéro de téléphone localisé en Belgique dans lequel ils indiquent « On est partis, on commence ». La ligne de réception est immédiatement désactivée et les terroristes jettent leur téléphone dans une poubelle. À 21 h 47, ils pénètrent dans la salle de spectacle du Bataclan par l'entrée principale et commencent à ouvrir le feu par rafales sur la foule, alors que le groupe interprète la chanson Kiss the Devil. Les spectateurs les moins exposés pensent qu'il s'agit de pétards ou d'un spectacle pyrotechnique faisant partie de la mise en scène. Certains survivants rapportent que les terroristes tiraient dans la foule, en criant « Allahu Akbar »,,,. Selon plusieurs témoins, ils faisaient référence aux bombardements aériens en Syrie décidés par le président de la République François Hollande dans le cadre de l'opération Chammal, et disaient qu'ils venaient venger leurs « frères » tués par les frappes aériennes françaises,.
Des spectateurs prennent la fuite par l'issue de secours de la salle de spectacle, aidés, selon le responsable de la sécurité, par les membres de l'équipe des videurs, tandis que d'autres se cachent dans les étages ou sur les toits. Les terroristes cessent de tirer en rafales : ils tuent un à un des spectateurs à terre dans la fosse et achèvent des blessés à bout portant, comme ceux qui font le mort, ils tapent du pied sur les corps pour savoir s'ils sont vivants et vont jusqu'à forcer un des survivants à les aider à bouger les corps pour déceler ceux qui simulent. Certains parviendront tout de même à survivre dans la fosse, soit en restant complètement immobiles, soit en profitant d'un rechargement d’arme pour sortir de la salle de spectacle. L'un des terroristes s'adresse à un jeune homme dont la peau mate le fait souvent passer pour un jeune d'origine maghrébine, et lui dit, selon son amie : « Toi, t'es des nôtres ! », avant de l'épargner et de tirer sur un autre jeune à ses côtés. Un des spectateurs réfugié à l'étage et qui venait de sauver une femme enceinte suspendue à une fenêtre, est pris en otage par les terroristes qui l'obligent à assister au massacre alors qu'ils tirent depuis le balcon.

##### Début de l'intervention des forces de l'ordre et des secours

###### Intervention de la BAC de nuit du Val-de-Marne (22 h 00 - 22 h 15)
Les policiers de la BAC de nuit du Val-de-Marne sont les premières forces de l'ordre à arriver sur place à 21 h 51. À leur arrivée, ils constatent que des personnes fuient la salle par la sortie de secours située dans le passage Saint-Pierre-Amelot. Ils se positionnent à un angle de ce passage avec le Boulevard Voltaire et rendent compte par radio de ce qu’ils voient : « c’est une scène de guerre, des personnes sont au sol, blessées ou mortes ». Ils sont, à quatre reprises, la cible de tirs de Kalachnikov depuis l’issue de secours du Bataclan. Plusieurs fois, ils ripostent au moyen de fusils à pompe. Les échanges de tirs s’écoulent sur une période de près de dix minutes.
Après la deuxième ou la troisième rafale, les policiers sont rejoints par quatre militaires de l’opération Sentinelle. L'un d'eux sollicite alors l’autorisation de les engager afin de pouvoir atteindre le terroriste embusqué derrière l’issue de secours du Bataclan. Il reçoit pour réponse : « Négatif, vous n’engagez pas les militaires, on n’est pas en zone de guerre ». Le maréchal des logis chef commandant le groupe de militaires intervenu au Bataclan indique quant à lui devant la commission que les militaires n’ont pu ouvrir le feu car ils ne disposaient « pas de visuel sur le terroriste lui-même » et a ajouté que, dans le cas contraire, ils auraient « évidemment fait en sorte de [le] neutraliser ».
Parallèlement le commissaire de la BAC et son chauffeur pénètrent dans le Bataclan par l’entrée principale vers 22 h, et progressent rapidement dans la salle, favorisés – sans le savoir – par le fait qu’un des terroristes a déjà gagné l’étage tandis qu’un autre est aux prises avec les effectifs de la BAC au niveau du sas de l’issue de secours. Arrivés devant le bar situé à proximité de l’entrée de la salle de spectacle, ils aperçoivent le troisième terroriste sur la scène, mettant en joue un otage, les mains sur la tête, à qui il ordonne de s’allonger sur le sol. Ils tirent à six reprises avec leurs armes de poing, à une distance d’une vingtaine de mètres et l’abattent à 21 h 57. Au même moment, le terroriste Samy Amimour parvient à actionner son gilet rempli d’explosifs, projetant la tête et une jambe du terroriste sur la scène. Dans les instants qui suivent, des tirs venus du balcon intérieur obligent le commissaire divisionnaire et son chauffeur à s’abriter puis à sortir de la salle par l’entrée principale tandis que deux cents à trois cents personnes sortent par la sortie de secours du passage Saint-Pierre Amelot – laissant ainsi supposer que le deuxième terroriste qui y était embusqué a alors, lui aussi, rejoint l’étage,.
Les deux terroristes restants rassemblent une vingtaine d'otages et se retranchent dans un bureau au premier étage. Depuis les fenêtres de ce bureau, des tirs sont échangés avec les forces de l'ordre postés au coin du boulevard Voltaire et du passage Saint-Pierre-Amelot. L'un des terroristes se sert de son fusil d'assaut AKKS bulgare pour abattre volontairement, d'une balle dans le dos, un locataire d'un studio situé dans l'immeuble en face du passage longeant la salle de spectacle,. Par la suite, les deux hommes demandent aux otages d'appeler BFM TV, et les forcent à faire le guet aux fenêtres,.

###### Intervention de la BRI et début de la prise d'otages au Bataclan (22 h 15 - 00 h 18)
À 22 h 5, la salle d’information et de commandement de la direction régionale de la police judiciaire de Paris apprend qu'une prise d’otages est en cours dans la salle de spectacle du Bataclan. La première colonne de la BRI de Paris, la force d’intervention rapide (FIR), reçoit alors pour consigne de se détourner de sa mission initiale (elle devait se rendre rue de Charonne, vingt minutes après la fin de la fusillade de l'équipe des terrasses) et de rejoindre la salle de spectacle. Une seconde colonne, composée de quinze fonctionnaires, prend la direction du restaurant La Belle Équipe. À cette même heure, 22 h 5, le préfet de police de Paris, M. Michel Cadot, arrive au Bataclan.
Le commissaire divisionnaire de la BAC, déjà intervenu à l'intérieur du bâtiment, entendant de nouveaux coups de feu, entre une deuxième fois dans le Bataclan, accompagné d'une dizaine de policiers. Un échange de tirs s'ensuit puis les tirs cessent. À partir de ce moment, d'après Christophe Molmy qui dirige les opérations pour la BRI, « il n’y a (plus eu) eu un seul coup de feu […]. C’était extrêmement impressionnant, il n’y a pas eu un bruit, même pas de complainte des victimes. […] On a d’abord sécurisé le bas pour extraire les blessés et les personnes valides. […] Les médecins de la BRI et du RAID nous désignaient les victimes à évacuer en priorité ».
À 22 h 20, les quinze fonctionnaires de la force d’intervention rapide de la BRI de Paris arrivent au Bataclan et progressent lentement au rez-de-chaussée. Ils sont rejoints entre 22h30 et 22h35 par la deuxième colonne de la BRI de Paris, qui a d’abord atteint le restaurant La Belle Équipe, portant le nombre de fonctionnaires de la BRI à trente. Ce renfort permet d’accélérer l’évacuation des otages. Des spectateurs s'échappent de chaque porte de toilettes ouverte, certains se sont dissimulés dans les faux plafonds.
Vers 23 h, la BRI commence à progresser dans les escaliers, ce qui permet à certains spectateurs, encore dissimulés dans la salle à ce moment-là, de quitter les lieux. Elle est stoppée dans son avancement à 23 h15 par une porte close derrière laquelle se trouvent les deux terroristes et une douzaine d’otages. Les policiers entendent l'un d'eux crier : « Arrêtez, n'avancez plus ! Ils sont deux, ils ont des ceintures explosives, ils menacent de nous tuer et de nous couper la tête. » Puis, désigné comme porte-voix par les terroristes, un des otages communique aux policiers un numéro de téléphone sur lequel ils peuvent les joindre.
Le policier négociateur va alors entamer pendant près d'une heure un dialogue depuis l'extérieur du bâtiment, installé dans un véhicule banalisé avec un collègue et la psychologue de la BRI. Cinq appels sont passés entre 23 h 27 et 0 h 18. Les terroristes demandent à la BRI de les laisser sortir. Un policier raconte : « Ils étaient très énervés, très rapides et confus, comme sous l'emprise d'une drogue. Ils répétaient les mêmes phrases en boucle. Nous sommes les soldats du califat. Tout ça est de la faute de votre président François Hollande. Vous attaquez nos hommes, nos femmes et nos enfants en Syrie, on se défend en attaquant les hommes, les femmes et les enfants de France. » Après le deuxième appel, à 23 h 29, le policier négociateur informe Christophe Molmy qu'il ne pense pas obtenir de reddition. Celui-ci demande au préfet et au directeur de la police judiciaire l'autorisation de donner l'assaut, et l'accord sera donné par le préfet de police parisien à 23 h 45. Entre-temps, trois autres appels ont lieu, dans le seul but de gagner du temps de façon à obtenir des responsables du Bataclan des indications sur la configuration des lieux et à permettre aux policiers de s'organiser. À 23 h 48, un troisième appel a été passé : les terroristes « ne menacent plus d'égorger tout le monde, de jeter les otages par la fenêtre » confiera plus tard le policier négociateur.

###### Renforts et mise en alerte du RAID et du GIGN (22 h 04 - 00 h 18)
À 22 h 4, le RAID est mis en alerte tandis que l’adjoint au chef de l’unité se rend au ministère de l’Intérieur pour y attendre l'arrivée des premiers effectifs – les effectifs rapides. Trois minutes plus tard, Jean-Michel Fauvergue, le chef du RAID, déclenche l’alerte générale, c’est-à-dire le rappel de tous les effectifs. En outre, toutes les antennes du RAID situées à Bordeaux, Lille, Lyon, Marseille, Nice, Rennes et Strasbourg sont mises en pré-alerte.
À 22 h 28, l’adjoint au chef du RAID arrive devant le Bataclan. Il est rejoint par l’équipe rapide d’intervention (ERI) du RAID (créée après les attentats de janvier 2015), qui compte neuf hommes, à 22 h 48 puis par le chef du RAID, à 23 h 9, accompagné d'une deuxième colonne d’assaut. Une troisième colonne d’assaut du RAID arrive au Bataclan à 23 h 55.
À 22 h 26, le GIGN est mis en alerte. À 22 h 50, vingt-cinq militaires du GIGN emmenés par leur commandant, quittent Satory. Dix minutes plus tard, vingt militaires supplémentaires font de même tandis que le commandant du GIGN appelle l’officier de liaison placé auprès du préfet de police de Paris pour offrir les services de son unité à la BRI de Paris et au RAID. Compte tenu des forces sur place, ils ne sont toutefois pas sollicités.

###### Assaut final (0 h 18 - 0 h 23)
À 0 h 18, l’assaut final est donné, sur autorisation du préfet de police de Paris, par les fonctionnaires de la BRI de Paris, soutenus par les effectifs du RAID, positionnés au rez-de-chaussée. Progressant, dans un couloir très étroit, sous le feu des Kalachnikov, la colonne policière enjambe les otages, bouclier tactique Ramsès en tête, et les exfiltre les uns après les autres jusqu’à parvenir à neutraliser les deux terroristes et à libérer tous les otages, vivants. Au cours de l’assaut, l’un des kamikazes, Ismaël Omar Mostefaï, réussit à actionner son gilet explosif, tuant également l’autre terroriste Foued Mohamed-Aggad,, soufflé par la déflagration, et blessant grièvement un policier de la BRI.
L'assaut a duré cinq minutes, et tous les otages sont évacués sains et saufs lors de cette ultime action des forces de l'ordre.

###### Organisation des secours

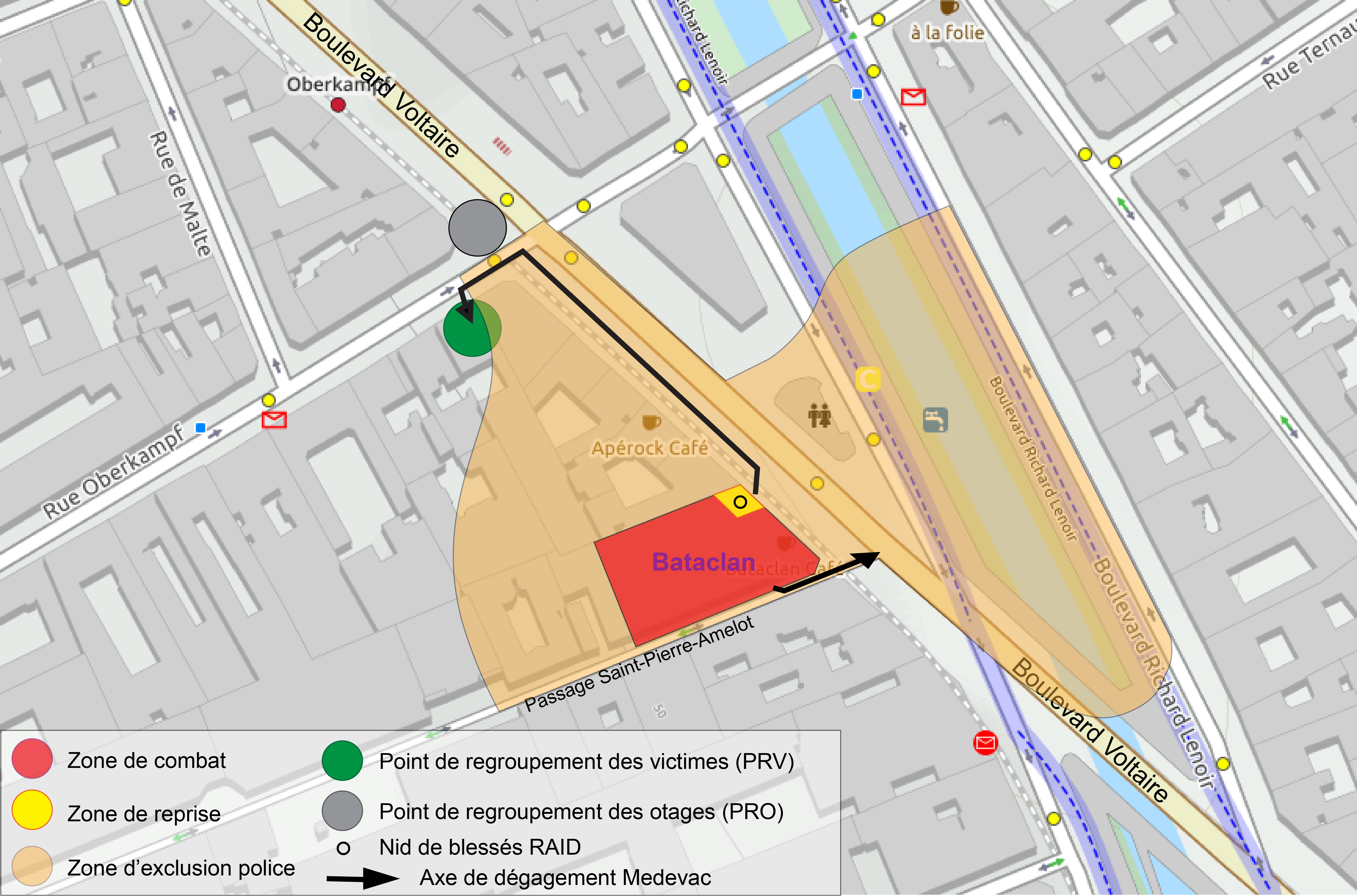
Le dispositif de zonage mis en place selon la doctrine médicale d’intervention du RAID lors des attentats. La zone d'exclusion police, considérée comme non sécurisée, est interdite d'accès à toute personne n'appartenant pas aux forces de l'ordre.

À 22 h 4, le commandant des opérations de secours (COS) demande l'appui de dix VSAV en prévision d’un bilan qui pourrait s’alourdir et afin d’anticiper la manœuvre d’évacuation des victimes.
Dès 22 h 15, le commandant de la brigade de sapeurs-pompiers, le général Philippe Boutinaud, est sur place et assure le commandement des opérations de secours sur tout le dispositif engagé par la brigade de sapeurs-pompiers de Paris. Il est accompagné du professeur Jean-Pierre Tourtier, directeur des secours médicaux du site, un médecin régulateur du SAMU et le professeur Pierre Carli, directeur médical du SAMU de Paris. Le plan « Rouge Alpha » est déclenché à 22 h 18.
Une zone d’exclusion police est mis en place selon la doctrine médicale d’intervention du RAID, au sein de laquelle sont identifiées les zones de combat et de reprise (qui se confondaient avec le bâtiment du Bataclan). Celle-ci recouvre le bâtiment du Bataclan, la majeure partie du passage Saint-Pierre Amelot et le boulevard Voltaire de la rue Oberkampf jusqu’au boulevard Richard-Lenoir.
De ce fait, les équipes de secours n’ont pas accès à la salle de spectacle, qui se situe alors à l’intérieur de cette zone d’exclusion. Dans les premières minutes, les victimes sont donc regroupées par les policiers dans le hall du bâtiment, entre les portes extérieures et les portes intérieures, où se constitue un « nid de blessés » à l'écart de la zone de combat. Elles sont ensuite évacuées, toujours par les policiers, à l’aide de barrières Vauban servant de brancards dans les premiers instants (des brancards seront ensuite fournis par les équipes de secours au fur et à mesure de leur montée en puissance) vers les trois postes médicaux avancés que les sapeurs-pompiers et le SAMU installent dans le même temps aux 22, 26 et 29, rue Oberkampf. Cette noria d’évacuation ne va cesser jusqu’à l’assaut final donné par les forces d’intervention spécialisées.

## 14 - 30 novembre 2015: Post-attentat

### Enquête

#### Gestion de crise
L'audition de M. François Molins, procureur de la République par le tribunal de grande instance de Paris, et de Mme Camille Hennetier, vice-procureure au parquet anti-terroriste du tribunal de grande instance de Paris, devant la commission des lois de l'assemblée nationale le 9 décembre 2015 permet de préciser le dispositif de gestion de crise mis en place à la suite des attentats.
Le vendredi 13 au soir, dès 21h30, une cellule de crise composée de 35 magistrats figurant sur une liste établie au préalable, appelés à rejoindre immédiatement la section anti-terroriste du parquet de Paris est activée. Elle a pour objet d'assurer la coordination des services —  direction générale de la Sécurité intérieure (DGSI), sous-direction antiterroriste (SDAT) de la direction centrale de la Police judiciaire et direction régionale de la police judiciaire de la Préfecture de police de Paris —, la sécurité juridique des actes et la direction de l'enquête. Plus de 800 enquêteurs de la police judiciaire sont mobilisés, auxquels s'ajoutent ceux de la DGSI. Ce nombre important de personnes est en rapport avec la coordination des investigations, les autorisations à établir pour les géolocalisations, les perquisitions de nuit ou les interceptions téléphoniques. Cette cellule de crise a fonctionné jusqu'au mercredi 25 novembre, de jour comme de nuit avec comme tâches principales : analyse des procès-verbaux, contact avec les enquêteurs, synthèses des auditions, sachant que plus de 800 témoins ont été entendus, rédaction des réquisitions, etc.
Le dimanche 15 novembre, il est décidé de constituer une équipe commune d'enquête avec la justice belge, qui est en place le 16 novembre.

#### Fuite de Salah Abdeslam
Dans la nuit du 13 au 14, Salah Abdeslam que l'on soupçonne d'avoir convoyé aux abords du Stade de France les trois terroristes qui s'y sont fait exploser, à bord d'une Clio noire qu'il a ensuite abandonnée Place Albert-Kahn, a peut-être renoncé à se faire sauter dans le 18e arrondissement et cherche à échapper à la police et quitter Paris. À 22 h 29, il se rend dans un cybercafé de la rue Doudeauville où il achète un téléphone et une carte SIM. Il appelle d'abord son cousin parisien, le suppliant de « venir le chercher à Châtillon dans le 92 ». Le cousin refuse en lui répondant « Je ne sais pas si t'es au courant, mais il y a des attentats ». « Ah ouais, il y a des attentats ? » lui répond Abdeslam. Il contacte alors ses amis belges, Mohamed Amri et Hamza Attou, résidant à Molenbeek, respectivement barman et revendeur de cannabis au café des Abdeslam. Après les avoir convaincu de venir le chercher à Paris, il leur donne ses indications par texto depuis l'allée Vauban à Châtillon (Hauts-de-Seine) où il se cache à partir de minuit.
À 2 h 22, il appelle ses amis : « J'ai plus de crédit. Au drive du Mac Do, attendez là, c'est au numéro un. » Amri reçoit le dernier texto de Abdeslam à 5 h 27 juste avant d'arriver. Ils le décrivent alors « agité... pas à l'aise... pas bien », puis menaçant : « Il nous a dit de le ramener à Bruxelles, sinon il ferait exploser la voiture. » Et pour les persuader il se vante d'avoir abattu des gens à la kalachnikov, ajoutant que son frère Brahim s'est fait exploser et que lui, le seul survivant, est le « dixième » terroriste. Pour éviter les contrôles policiers, Salah Abdeslam demande à ses convoyeurs d'emprunter les petites routes, mais le trio se perd et retrouve l'autoroute de Belgique. Ils n'évitent donc pas les barrages et subissent trois contrôles en France.
Selon le récit d'Attou, « le premier policier nous a demandé si on avait consommé ». Abdeslam reste silencieux sur la banquette arrière. Amri et Attou répondent « oui » puisqu'ils viennent de fumer un joint. « Le policier a dit que ce n'était pas bien, mais que ce n'était pas la priorité aujourd'hui. » Ce n'est qu'au deuxième contrôle qu'on leur demande leurs papiers. Au dernier, sur l'autoroute A2 près de Cambrai, Abdeslam donne même son adresse de Molenbeek. À cet instant, il n'est pas encore recherché,.
Arrivé dans la banlieue de Bruxelles, le trio s'arrête devant une banque. Accompagné par un de ses chauffeurs, Abdeslam sort du véhicule et se rend sur un marché pour acheter divers vêtements, puis enfile le tout dans la camionnette d'un commerçant. Dans une boutique voisine, il achète cette fois un nouveau téléphone portable avant de s'arrêter chez un coiffeur. « Il voulait une coloration, mais le coiffeur n'en faisait pas. » Au deuxième salon, il se ravise, se coupe les cheveux à ras, et se fait raser un trait sur le sourcil ». Le trio repart et s'arrête 2 km plus loin où un autre ami d’Abdeslam les rejoint dans un café. Le fugitif explique alors sa stratégie : éviter le quartier de Molenbeek, où il réside — et où la police viendra immanquablement le chercher — et rejoindre une planque à Schaerbeek, un autre quartier de Bruxelles, où il affirme que quelqu'un l'attend. Au moment de se rendre à Schaerbeek, Abdeslam est très pâle. Il détruit son ancien téléphone, puis est conduit en voiture à l'adresse qu'il souhaitait. Là, il abandonne définitivement ses exfiltreurs. « Il m'a serré dans ses bras, et m'a dit qu'on n'allait plus jamais se revoir », se rappelle l'un d'eux.
Attou appelle dans la nuit de vendredi à samedi un certain Ali Oulkadi qui est un ami de Brahim Abdeslam. Samedi à midi, Attou retrouve à Laeken Ali Oulkabi qui les convoie avec son véhicule personnel. Il découvre la compagnie de Salah Abdeslam et ses actes. Après avoir pris un café, Ali Oulkabi dépose Salah Abdeslam à Schaerbeek où l'on perd sa trace.

#### Opération policière à Saint-Denis le 18 novembre

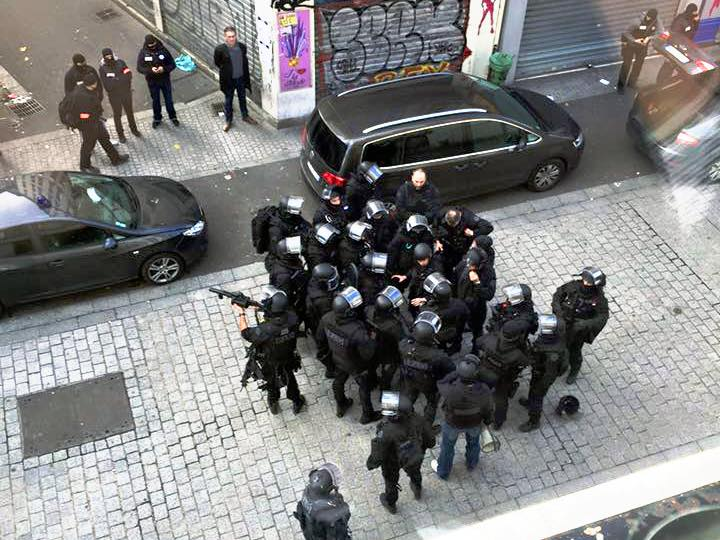
Des forces de police, rue de la République.

Un renseignement parvenu aux enquêteurs le 16 novembre, en fin d'après-midi, fait état de la présence d'individus en lien avec les attentats dans une zone industrielle d'Aubervilliers, rue Marcel Carné. Seule une dizaine de personnes du ministère de l'Intérieur et à l'Élysée connaît alors cette information. Les enquêteurs de terrain en sont informés le mardi 17 et, pour avoir la preuve par l'image, installent une caméra en début d'après-midi en direction d'un bosquet en contrebas de l'A86. Vers 18 h 30, ils aperçoivent un homme en costume-cravate s'engager dans les fourrés, mais il s'agit d'une fausse alerte. A 20 h 10, une jeune femme s'approche des fourrés, un téléphone mobile à l'oreille. Les enquêteurs reconnaissent Hasna Aït Boulahcen, la cousine d'Abaaoud. Puis, une minute plus tard, un homme, identifié plus tard comme étant Chakib Akrouh, sort des bosquets et s'avance à découvert. La femme est toujours là, qui s'agite, assise sur un plot. À 20 h 13, une deuxième silhouette émerge à son tour de la végétation. Malgré le bonnet sombre qui lui masque une partie du visage, les policiers identifient bien Abaaoud. Ils reçoivent l'ordre de ne pas intervenir et de prendre en filature le taxi dans lequel ils montent. Les trois personnes sont déposées rue du Corbillon, à Saint-Denis, et entrent dans un immeuble vétuste, à 22 h 14.
Le 18 novembre, les forces de l'ordre, Raid, BRI, police, secours, prennent place dans le centre-ville. À 4 h 16 l'assaut est donné sur un appartement, présenté par certains médias comme un squat, situé 48, rue de la République. La porte de l'appartement résiste dans un premier temps aux charges explosives du RAID, ce qui permet aux terroristes de préparer leur riposte. L'attaque dure plusieurs heures face à des terroristes retranchés à l'intérieur. L'intervention, se termine vers 11 h 30. À l'issue de cette intervention, Abdelhamid Abaaoud, sa cousine Hasna Aït Boulahcen et Chakib Akrouh trouvent la mort.

#### Fin de l'enquête de flagrance
Avec l'assaut contre l'appartement conspiratif et l'interpellation du logeur, Jawad Bendaoud, l'enquête de flagrance s'achève. Celle-ci, d'une durée de huit jours, est en effet renouvelable une fois. Le placement de M. Bendaoud en garde à vue débouche sur l'ouverture d'une information judiciaire confiée à six juges d'instruction. Il est mis en examen et placé en détention provisoire. Le dossier est désormais entre les mains des juges d'instruction.

#### Impliqués
Parmi les neuf auteurs des tueries du 13 novembre, huit sont morts et un est en fuite. Six des morts sont identifiés : Bilal Hadfi, un Français de 20 ans résidant en Belgique, est un des kamikazes du Stade de France. Brahim Abdeslam, Abdelhamid Abaaoud et Chakib Akrouh seraient les trois auteurs des fusillades sur les terrasses du 11e arrondissement. Ismaël Omar Mostefaï, Samy Amimour et Foued Mohamed-Aggad sont les trois attaquants du Bataclan. Les deux morts du Stade de France étaient porteurs de faux passeports et restent donc non identifiés.

#### Logistique
Un véhicule de type Seat León III aperçu sur les lieux des attentats et contenant des armes (trois fusils d’assaut kalachnikov, onze chargeurs vides et cinq pleins) est retrouvé dans la nuit du 14 au 15 novembre à Montreuil, en face d'une ancienne mosquée, aujourd'hui détruite. Une Renault Clio IV noire immatriculée en Belgique, louée par Salah Abdeslam, est découverte place Albert-Kahn (18e arrondissement) le 17 novembre, laissant penser à l'existence d'une quatrième équipe en plus des trois passées à l'action.

### Victimes
Un premier bilan des attentats établi le 14 novembre fait état de 129 morts : 89 au Bataclan dont un riverain tué par une balle perdue ayant ricoché sur son balcon (des témoignages indiqueront par la suite que ce dernier a en réalité été tué volontairement par l'un des terroristes), 13 sur les terrasses du bistrot le Carillon et du restaurant Le Petit Cambodge, 5 sur celles du restaurant Casa Nostra et de la brasserie Bonne Bière, 1 aux abords du stade et 21 au restaurant La Belle Équipe. 352 blessés sont par ailleurs dénombrés. Un seul policier est blessé (à la main, par une balle ayant ricoché). Les membres du groupe de rock américain Eagles of Death Metal et leur équipe sont sains et saufs, sauf Nick Alexander, leur responsable du merchandising, qui a été tué.
Le 20 novembre, le nombre de morts monte de 129 à 130 après le décès d'un blessé du Bataclan. Le nombre de victimes hospitalisées s’élève encore à 169 le 24 novembre, soit 11 jours après les attentats.
Le 27 novembre, François Hollande préside une cérémonie d’hommage national aux victimes dans la cour de l'hôtel des Invalides,. À cette occasion, il demande aux Français de pavoiser leur domicile toute la journée. C'est la première fois que des civils sont honorés dans le panthéon militaire.

### Sécurité

#### Mesures prévues en France
L’état d’urgence est décrété par le chef du gouvernement le 14 novembre 2015 et est prolongé de trois mois au-delà des 12 jours légaux définis par la loi de 1955, soit jusqu’au 26 février 2016. La loi de prorogation contient diverses dispositions modifiant les modalités d’intervention des forces de l’ordre et judiciaires pendant cet état d’urgence. Certaines de ces nouvelles dispositions peuvent être jugées non compatibles avec la Constitution ce qui conduit le gouvernement à réviser celle-ci, en instaurant en particulier un "régime civil de crise". Une incompatibilité peut aussi être relevée avec la Convention européenne des droits de l'homme, raison pour laquelle le gouvernement demande au Conseil de l'Europe une dérogation le 24 novembre 2015.

#### Mesures prévues en Belgique
Le samedi 21 novembre, la Région de Bruxelles-Capitale passe en alerte maximale, de niveau 4, avec métro, musées et magasins fermés et forces de l'ordre massivement déployées, blindés et forces armées dans les rues. Les spectacles (dont ceux de Johnny Hallyday) et les rencontres sportives sont annulés. Les autorités craignent une menace « imminente » d'attentat dans la capitale belge. Cet état de siège se prolonge le lundi suivant où le métro et toutes les écoles et universités de la capitale restent fermés, ainsi que des salles de spectacles et nombre de commerces. Ces mesures sont prolongées le mardi. Les établissements d'enseignement et le métro rouvrent progressivement à partir du mercredi suivant. Le niveau d’alerte est ramené au niveau 3 le jeudi 26 novembre.

### International
L'ampleur de ces attaques est telle que leur retentissement est planétaire, à l'instar des attentats de janvier 2015. Du 13 au 14 novembre 2015, la plupart des pays émettent des messages de condoléances aux victimes et de soutien au peuple français sous différentes formes (messages sur Twitter, déclarations solennelles, courriers, etc)[réf. souhaitée].

### Politique
Le 11 février 2016, Juliette Méadel est nommée secrétaire d'État auprès du Premier ministre, chargée de l'Aide aux victimes, dédiée aux victimes des attentats.

## Décembre 2015

### Enquête
Le 1er décembre, Mohamed S. est arrêté en France et placé en garde à vue. Il est soupçonné d'avoir été un intermédiaire entre la cousine d'Abdelhamid Abaaoud, qui lui cherchait un abri de repli, et Jawad Bendaoud, présenté comme un « marchand de sommeil » de Saint-Denis,.
Le 4 décembre, la police belge annonce que deux nouveaux suspects sont « activement recherchés ». Le 9 septembre, Salah Abdeslam, qui s’est rendu en Hongrie à deux reprises au mois de septembre, a en effet été contrôlé à la frontière austro-hongroise alors qu’il se trouvait à bord d'une Mercedes avec ces deux hommes munis de faux papiers.
Le 9 décembre, l’identité du troisième terroriste ayant attaqué le Bataclan est révélée par la police française. Il s’agit de Foued Mohamed-Aggad, un Français de 23 ans originaire de Wissembourg. Il serait parti en décembre 2013 pour la Syrie avec son frère aîné Karim et sept autres jeunes radicalisés (la plupart du quartier de la Meinau à Strasbourg où a grandi Mohamed-Aggad), qui tous rentrent en France après la mort de deux frères membres du groupe. Seul Mohamed-Aggad reste en Syrie. Il s'y marie avec une française.
Le 11 décembre 2015, Samy Boukefous, habitant de Romilly-sur-Seine (Aube), âgé de 33 ans et considéré comme proche de la famille d’Omar Ismaïl Mostefaï, l'un des assaillants du Bataclan, est condamné par le tribunal correctionnel de Troyes à 42 mois de prison ferme pour apologie du terrorisme. Le tribunal est allé au-delà des réquisitions du procureur qui avait réclamé trois ans de prison dont un ferme. Le prévenu, qui avait été interpellé le 17 novembre et était jugé en comparution immédiate, est reconduit en prison à l’issue de l’audience,.
Le 15 décembre 2015, un homme de 29 ans est interpellé à son domicile à Villiers-sur-Marne, dans le Val-de-Marne, et placé en garde à vue. Selon une information confirmée à l'AFP par une source judiciaire, il gravitait dans l'entourage de la cousine d'Abaaoud dont le rôle éventuel est à déterminer.
Le 18 décembre 2015, la chambre des mises en accusation de la Cour d’appel de Bruxelles déclare non fondé l’appel de Samir Zarioh, arrêté le 29 novembre et soupçonné d’être un proche de Bilal Hadfi, un des kamikazes du stade de France et prolonge la détention préventive du suspect d’un mois supplémentaire.
Deux nouveaux individus sont interpellés dans le centre de Bruxelles le dimanche 20 décembre. L'arrestation de ces deux frères est, selon le parquet fédéral, en lien avec les attentats mais pas directement avec la recherche de Salah Abdeslam. Ils sont finalement relâchés le lundi, ainsi que trois autres personnes qui avaient été interpellées dans le même cadre.
Le 21 décembre, un nouveau nom apparaît dans l'enquête : Charaffe el-Mouadan pourrait avoir coordonné l’attaque du Bataclan. L’un des témoins rescapés affirme en effet avoir entendu l’un des terroristes demander à un autre s'il « comptait appeler Souleymane », nom par lequel se fait appeler Charaffe el-Mouadan. Français de 27 ans, originaire de Drancy (Seine-Saint-Denis), il avait été mis en examen en 2012 avec Samy Amimour, l'un des tueurs présents dans la salle de spectacle le 13 novembre, pour association de malfaiteurs en vue de préparer des actes de terrorisme. Il comptait en effet gagner le Yémen ou l’Afghanistan avec Amimour et un troisième homme du nom de Samir Bouabout pour y faire le jihad. Charaffe el-Mouadan, décrit comme le leader du trio, avait suivi des cours de tir au sein de l’Association nationale de tir de la police (ANTP), à Paris. Les trois hommes avaient été entendus par les enquêteurs de la Direction générale de la sécurité intérieure (DGSI). Ils avaient affirmé avoir abandonné leur projet. Un an après, Charaffe el-Mouadan s’était rendu en Syrie.
Dans le volet belge de l'enquête, de nouveaux éléments concernant Ali Oulkadi sont publiés par les médias belges le 24 décembre. Ali Oulkadi, qui a conduit Salah Abdeslam le lendemain des attentats depuis la station de métro Bockstael à Laeken jusqu’à Schaerbeek, prétend qu’il ignorait le 14 novembre être sur le point d’embarquer Salah Abdeslam dans son véhicule. Or dans les procès-verbaux consultés par le journal L’Avenir apparaissent 56 contacts téléphoniques entre lui et Salah Abdeslam pendant la période allant du 19 août au 2 octobre. De plus, alors que Salah Abdeslam contacte Hamza Attou pour l’exfiltrer, ce dernier appelle Oulkadi quelques instants plus tard, selon les données de téléphonie. Il aurait également eu 109 conversations téléphoniques avec Brahim Abdeslam, qui a déclenché sa ceinture d’explosifs sur le boulevard Voltaire, entre le 17 septembre et le 14 novembre.

### Victimes
Le 1er décembre, une rescapée du Bataclan, Laura Croix, sort du coma artificiel dans lequel elle avait été plongée le 13 novembre. La chanteuse avait reçu trois balles dans la poitrine et trois dans l’abdomen. Deux de ses doigts de la main gauche ont été sectionnés. Au 3 décembre, 74 personnes sont toujours hospitalisées en Île-de-France.

### Impliqués
Un des trois auteurs de l'attaque du Bataclan, Samy Amimour, est inhumé le 24 décembre au carré musulman cimetière intercommunal de La Courneuve dont relève la commune de Drancy, d'où il est originaire.

### Sécurité
Le 3 décembre 2015, le gouvernement lance une campagne de communication sur les réflexes à avoir en cas d’attaque terroriste. S'échapper (ou se cacher) et alerter, telles sont les trois étapes à respecter en cas d'attaque terroriste, selon la fiche réflexe diffusée par le gouvernement. L'affiche, reprenant dans la forme la signalétique des consignes de sécurité présentes à bord des avions, devrait être diffusée et affichée dans les lieux publics : établissements scolaires, stades, aéroports, salles de concert ou de spectacle, préfectures, mairies, grands magasins et gares. Elle sera également diffusée sur Internet et sur les réseaux sociaux pour permettre à tout un chacun de la consulter, de l'imprimer ou de l'afficher dans un lieu utile. Elle doit être ultérieurement complétée par une vidéo.
Le lendemain, le 4 décembre 2015, le ministère de l'éducation nationale diffuse une nouvelle affiche présentant certaines consignes de sécurité dans le cadre du plan Vigipirate, désormais appliqué dans les établissements scolaires du pays. Parmi ces consignes, on peut y trouver l'interdiction de stationner aux abords des écoles, l'accueil par un adulte à l'entrée, le contrôle visuel des sacs et la vérification d'identité des personnes externes.
Le gouvernement présente au Conseil des ministres du 23 décembre 2015 un projet de loi constitutionnel visant à donner une base constitutionnelle à l'état d'urgence et prévoyant l'extension de la déchéance de la nationalité aux binationaux nés français. Il doit être débattu à l'Assemblée nationale à partir du 3 février 2016. Le premier ministre Manuel Valls présente lors de ce même conseil des ministres les grands principes du futur « projet de loi renforçant la lutte contre la criminalité organisée, son financement, l’efficacité et les garanties de la procédure pénale » qui doit être soumis en janvier au Conseil d’État et qui doit intégrer des éléments de lutte contre le blanchiment, issus d’un texte présenté par le ministre des finances, Michel Sapin ; des propositions du ministère de l’intérieur en matière de surveillance de certains éléments radicaux ; et d’autres mesures proposées par la justice portant sur les compétences du parquet.

## 2016

### Janvier 2016

#### Enquête
- 8 janvier : le parquet fédéral belge indique que du matériel destiné à la préparation d'explosif, des traces de TATP (peroxyde d'acétone, un explosif instable utilisé lors des attentats du 13 novembre), trois ceintures «qui pourraient avoir été destinées à transporter des explosifs» ainsi qu'une empreinte digitale de Salah Abdeslam ont été trouvés le 10 décembre dans un appartement de la commune bruxelloise de Schaerbeek, rue H. Bergé. Il n'est toutefois pas possible de déterminer la date à laquelle a été déposée cette empreinte[135].

- 13 janvier : le parquet indique que la police a retrouvé au total trois logements dits "conspiratifs" qui ont été loués en Belgique par les auteurs des attentats de Paris : deux appartements situés respectivement à Schaerbeek, une commune de Bruxelles et à Charleroi et une maison à Auvelais, dans la région de Namur[136].

- 22 janvier : une nouvelle personne est inculpée par la justice belge pour « assassinats terroristes et participation aux activités d’un groupe terroriste ». Il s'agit de Zakaria J., un Belge d’une trentaine d’années qui avait été interpellé le 20 janvier[137].

- 24 janvier : Ayoub Bazarouj, interpellé et inculpé le 30 décembre 2015, est relâché car, selon un communiqué du parquet fédéral, « il n’existait plus d’indices suffisants de culpabilité à sa charge »[137]. Ayoub Bazarouj, un belge de 22 ans et proche de Salah Abdeslam avait été arrêté à Molenbeek-Saint-Jean. De nombreux membres de sa famille se sont radicalisés ou se sont rendus en Syrie[138]. Il pratiquait en particulier la boxe au Brussels Boxing Academy avec Ahmed Dahmani, interpellé en Turquie le 22 novembre 2015 et soupçonné d’avoir participé au repérage des cibles des attaques parisiennes[139]. Ayoub Bazarouj reste néanmoins inculpé pour participation à une organisation terroriste, le chef d'accusation de "participation aux attentats de Paris", figurant dans son inculpation initiale ayant été retiré[140].

#### Victimes
Deux associations de victimes sont constituées respectivement le 9 janvier 2016, l’association « 13 novembre : fraternité et vérité », et le 13 janvier, « Life for Paris - 13 novembre 2015 ». Toutes deux constituées par des victimes et proches de victimes de l’ensemble des sites touchés, elles ont des objets similaires : permettre aux victimes et à leurs proches de se rencontrer, les accompagner dans la défense de leurs droits et agir pour la manifestation de la vérité.
Deux établissements, frappés par les attentats du 13 novembre, rouvrent leurs portes : La brasserie Events de Saint-Denis le 12 janvier et le restaurant Le carillon le 13 janvier. Ces ouvertures interviennent après celles de À la bonne bière le 4 décembre et du Comptoir Voltaire le 16 décembre 2015.

### Février 2016
- 19 février : selon l'édition du journal belge La Dernière Heure, Salah Abdeslam serait resté caché du 14 novembre au 4 décembre dans un appartement en région bruxelloise au troisième étage d'un maison située au n°86 de la rue Henri Bergé à Schaerbeek. Il l'aurait quitté le 4 décembre dans la précipitation à la suite de l'intervention de policiers des unités spéciales dans le quartier de la rue Henri Bergé[145].

### Mars 2016

#### Enquête
- 10 mars : inhumation de Bilal Hafdi[146]
- 15 mars : une fusillade éclate lors d'une perquisition dans le cadre de la traque de Salah Abdeslam dans la région de Bruxelles. Mohamed Belkaïd (36 ans, alias Samir Bouzid) est tué par la police[147].
- 17 mars : inhumation de Brahim Abdeslam où Abid Aberkan est identifié comme un des porteurs du cercueil[146]
- 18 mars : arrestation de Salah Abdeslam à Molenbeek-Saint-Jean[147],[148].
- 21 mars : identification de Najim Laachraoui, connu sous la fausse identité de Soufiane Kayal, qui transfère de l'argent à Hasna Aït Boulahcen le 17 novembre 2015 et dont les traces ADN sont retrouvés dans les logements d'Auvelais et de Schaerbeek utilisés par les terroristes[149].

#### Victimes
- 14 mars : réouverture du restaurant Le petit Cambodge[150].
- 21 mars : réouverture du café La Belle Équipe, dernier des établissements (hors Bataclan) touchés par les attentats à le faire[151].

### Avril 2016
Le 19 avril 2016, le ministre de l’Intérieur, Bernard Cazeneuve, présente un schéma national d’intervention des forces de sécurité visant à répondre aux besoins d’urgence et d’efficacité engendrés par une menace terroriste protéiforme.
En cas d’attaque terroriste, le facteur temps est devenu l’élément déterminant pour limiter au maximum le nombre des victimes. Le schéma fixe un délai maximum de 20 minutes pour mobiliser partout en France une colonne du RAID, du GIGN ou de la BRI en cas d'attaque terroriste. Pour cela, 7 nouvelles antennes viennent renforcer les 22 unités d'intervention existantes pour assurer une couverture optimale de l’ensemble du territoire national, en métropole et outre-mer : 4 nouvelles antennes du GIGN (Nantes, Reims, Tours et Mayotte) et 3 nouvelles antennes du RAID (Toulouse, Montpellier et Nancy).
Les forces d’intervention doivent disposer d’un haut niveau de préparation et de coordination pour intervenir. Afin d'éviter une rivalité entre les différentes forces d'élite, la coopération entre police et gendarmerie est élargie : en cas de crise grave ou d'attaque d'envergure, les traditionnelles zones de compétences qui créent des frontières dans l'intervention des gendarmes et des policiers seront suspendues. Une fonction de commandant et de coordinateur des opérations d’intervention spécialisée lors d’une crise terroriste, notamment en cas de pluralité de forces d’intervention, est également créée.

### Mai 2016
- 20 mai : inhumation de Foued Mohamed-Aggad[155].

### Juin 2016
Une enquête sur la mémoire, baptisée programme 13 novembre, menée conjointement par le Centre national de la recherche scientifique (CNRS), l’Institut national de la santé et de la recherche médicale (Inserm) et l'Hesam Université est lancée simultanément à Paris, Caen et à Metz. Un appel aux volontaires est lancé aux proches de victimes, dont plusieurs en Lorraine, à Metz et Nancy, ou tout simplement à ceux qui ont suivi cette tragédie par le biais des médias. La finalité de cette étude est d'étudier la construction et l’évolution de la mémoire sur cet événement. Des médiateurs, des enquêteurs et des chercheurs vont recueillir puis analyser les témoignages d’un groupe de 1 000 personnes volontaires, au cours de quatre campagnes d’entretiens filmés réparties sur 10 ans. Les mêmes personnes seront interrogées à quatre reprises. Ces témoignages individuels seront mis en perspective avec les traces de la mémoire collective telle qu’elle se construit au fil des années. Par ailleurs pour comprendre quels sont les effets d’un événement traumatique sur les structures et le fonctionnement du cerveau, les chercheurs étudieront les marqueurs neurobiologiques de la résilience au traumatisme chez un sous-groupe de 180 personnes.

### Juillet 2016
- 5 juillet :
  - la commission d'enquête sur « les moyens mis en œuvre par l'État pour lutter contre le terrorisme depuis le 7 janvier 2015 » rend son rapport et formule 39 propositions. Parmi celles-ci figurent la création d'une « agence de lutte contre le terrorisme », la création d'une agence nationale du renseignement, la nécessité de fusionner les trois forces d'élite et la création de « colonnes d'extraction » des victimes[158],[159].
- 29 juillet : le directeur de la Direction générale de la Sécurité extérieure Bernard Bajolet est interrogé par un juge anti-terroriste à propos de ses déclarations devant la commission d'enquête parlementaire à laquelle il indique connaître le commanditaire des attentats tout en refusant de communiquer son nom : « Il est vrai qu'Abaaoud était un coordinateur mais pas le commanditaire. Nous connaissons le commanditaire mais je resterai discret sur ce point ». Il refuse de nouveau de donner cette information à la Justice : « Je ne peux pas donner les noms du commanditaire et de ses collaborateurs en raison de la sensibilité de nos sources » et indique qu'il souhaiterait un avis négatif à une éventuelle demande de déclassification des documents contenant ces informations. Il s'agirait peut-être du mystérieux Abou Ahmed dont le nom d'emprunt est retrouvé à la fin de l'été par les enquêteurs belges[160].

### Septembre 2016

#### Enquête
- 13 septembre : Arrestation de trois Syriens en Allemagne présentés par le ministre allemand de l'Intérieur, Thomas de Maizière, comme ayant un lien avec les attentats du 13 novembre 2015. Interpellés dans des foyers d'accueil de demandeurs d'asile, les trois hommes, Mahir Al-H., 27 ans, Mohamed A., 26 ans, et Ibrahim M. 18 ans, étaient arrivés dans le pays en novembre 2015, au pic de la crise migratoire qui a vu un million de demandeurs d'asile entrer dans le pays. Selon un communiqué du parquet, « les trois accusés sont soupçonnés d'être venus en Allemagne sur ordre de l'organisation État islamique pour soit exécuter une mission, soit pour se tenir prêts en vue d'instructions »[161]

#### Sécurité dans les écoles
- Le risque lié aux attentats et aux intrusions est maintenant intégré dans les Plans Particuliers de Mise en Sûreté (PPMS) de tous les établissements scolaires de France ; de ce fait, un exercice de sécurité supplémentaire en lien avec celui-ci devra être fait en cours d'année scolaire, en parallèle des exercices réalisés pour l'évacuation en cas d'incendie.
- Un nouveau système d'alertes est mis en place : une alarme "attentat-intrusion", différente de celle utilisée face au risque d'incendie (pour les établissements scolaires), et une notification par SMS (pour les chefs d'établissement et parents d'élèves).
- Un suivi accru des élèves et des membres des équipes éducatives entrés dans les processus de radicalisation est mis en place.
- Les espaces vulnérables sont sécurisés de manière renforcée.
- Dans les collèges, les élèves de 3ème sont sensibilisés aux gestes de premiers secours.
- Les élèves délégués de classe (dans les collèges et lycées) bénéficient d'une formation pour le brevet de secouriste.

### Octobre 2016
- 27 octobre : Le Bataclan dévoile sa nouvelle façade peu avant la reprise de son activité, un concert commercial de Pete Doherty prévu le 15 novembre[162]

### Novembre 2016
- 8 novembre : La presse révèle que le commanditaire des attentats, le mystérieux "Abou Ahmad" serait le Belge Oussama Ahmad Atar, un djihadiste belge de 32 ans. Arrêté en 2004 à Ramadi en Irak avant d'être détenu trois ans dans la prison d'Abou Ghraib, il est un cousin éloigné des frères Ibrahim et Khalid El Bakraoui, morts en kamikazes à Bruxelles début 2016. Il était retourné en Belgique après sa libération en septembre 2012[163].
- 12 novembre : La salle du Bataclan rouvre près d'un an après les attentats avec un concert au profit des associations Life For Paris et 13 novembre : Fraternité et Vérité[164] du chanteur britannique Sting et ses musiciens, accompagné du trompettiste français Ibrahim Maalouf, ponctué de nombreux hommages[165].

- 19 novembre : Après l'arrestation de sept personnes, âgées de 29 à 37 ans, de nationalités française, marocaine et afghane, à Strasbourg et Marseille, le ministère de l'Intérieur communique que les services antiterroristes ont arrêté depuis janvier 418 personnes en lien avec des réseaux djihadistes, dont 143 depuis le 1er septembre. Sur ces dernières, 52 ont été écrouées et 21 placées sous contrôle judiciaire. Pour la seule année 2016, 20 projets d'attentats auraient été déjoués[166].

#### Commémorations du premier anniversaire du 13-Novembre

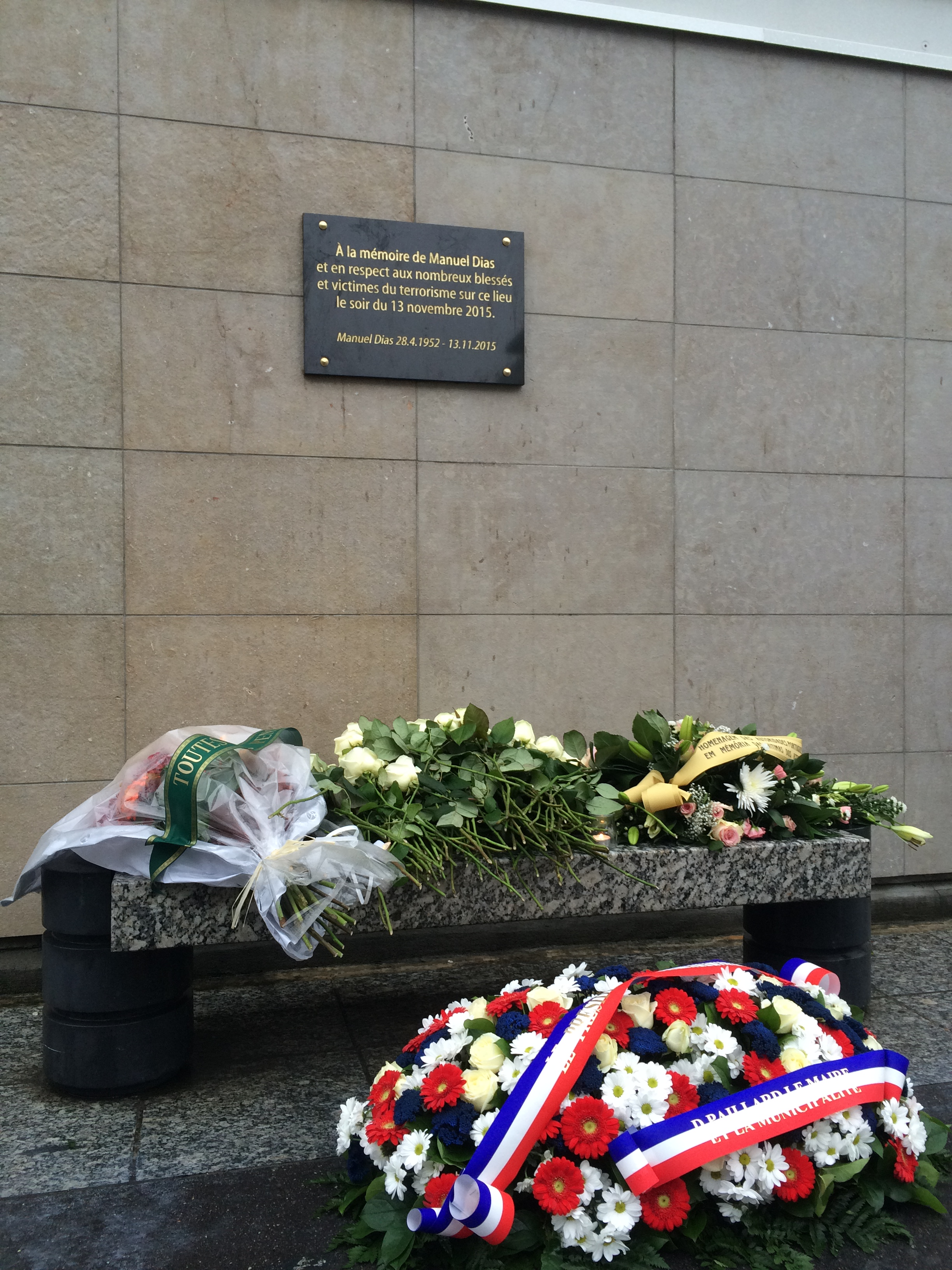
Stade de France porte D.

Six plaques commémoratives sont dévoilées le 13 novembre 2016 sur les lieux des attaques. Sur celle du Stade de France, on peut lire « À la mémoire de Manuel Dias et en respect aux nombreux blessés et victimes du terrorisme sur ce lieu le soir du 13 novembre 2015. Manuel Dias 28.4.1952-13.11.2015 ». Le fils de Manuel Dias prononce un discours remarqué. Chacune des plaques posées à Paris arbore le texte suivant : « En mémoire des victimes blessées et assassinées des attentats du 13 novembre 2015. Aux vies fauchées en ces lieux. » suivies des noms des victimes, par ordre alphabétique. La première cérémonie commence à 9 h au Stade de France puis se poursuit dans le 10e arrondissement devant le café Le Carillon et le restaurant Le Petit Cambodge, puis dans le 11e arrondissement, devant les terrasses de La Bonne Bière, du Comptoir Voltaire et de la Belle équipe puis au Bataclan.
La Ville de Paris et l'afficheur JCDecaux font afficher « Fluctuat nec mergitur, Paris se souvient » sur 3 000 panneaux publicitaires et de nombreux panneaux lumineux. L'association « Life for Paris » organise un lâcher de ballons à 12 h 30, devant la mairie du 11e arrondissement de Paris, cérémonie qui s’achève par l'hommage musical d’une pianiste, qui est intervenue dans la nuit du 13 novembre 2015 en tant que personnel soignant, et un chœur de gospel qui offrira un chant d’espoir. L'association « 13onze15-Fraternité-Vérité » organise quant à elle un rassemblement de 400 personnes, des rescapés et des familles de victimes, dans Paris à la mi-journée. Elle appelle à placer une bougie à la fenêtre à la tombée de la nuit. Le cardinal André Vingt-Trois, archevêque de Paris, préside à 18 h 30 une messe d’hommage en la cathédrale Notre-Dame. Des milliers de lanternes flottantes bleues, blanches ou rouges sont lâchées sur le canal Saint-Martin, alors que plusieurs centaines de personnes se regroupent, allument des bougies ou déposent des fleurs place de la République ou sur les lieux des attentats.

### Décembre 2016
- 4 décembre : Les djihadistes Salah-Eddine Gourmat et Sammy Djedou sont tués en Syrie par l'action des forces américaines. Selon les autorités américaines, ils auraient contribué à la préparation des attentats de novembre 2015[173].

- 15 décembre : une cinquième loi de prorogation de l'état d'urgence est adoptée par le Parlement avec une date d'échéance fixée au 15 juillet 2017[174].

- Fin décembre 2016, les juges d'instruction français émettent deux nouveaux mandats d'arrêt, dont l'un visant Oussama Atar, considéré comme l'un des commanditaires des attentats du 13 novembre depuis la Syrie, et l'autre contre Sofien Ayari, détenu en Belgique. Cette information n'est diffusée que le 9 mars 2017[175]. Quatorze suspects sont visés par la justice dans le cadre de l’enquête sur les attentats du 13 novembre[176].

Un employé de la sécurité civile de 29 ans qui s’était fait passer pour une victime psychologique de l'attaque du Bataclan, est jugé 1er décembre 2017 par le tribunal correctionnel de Versailles pour tentative d’escroquerie. Il est condamné à deux ans de prison, dont six mois ferme, avec maintien en détention au terme du procès.
Deux artistes danois réalisent à Berlin un « Musée des martyrs », où les photos d'Ismaël Omar Mostefaï et Mohammed Atta, chef du commando du 11 Septembre 2001, côtoient celles de Socrate ou Martin Luther King suscitent l'indignation générale.

## 2018

### Janvier 2018
- 24 janvier : Début du procès de Jawad Bendaoud qui comparaît devant la 16e chambre correctionnelle de Paris pour « recel de terroristes » dans le cadre des attentats du 13-Novembre[180]. Il est jugé avec Mohamed Soumah qui a joué le rôle de l'intermédiaire Mohamed Soumah lui aussi en détention provisoire et Youssef Aît Boulahcen, qui comparaît libre pour non-dénonciation de crime[181].

### Février 2018
- 5 février : Salah Abdeslam (incarcéré le temps du procès au centre pénitentiaire de Vendin-le-Vieil) et le Tunisien Sofien Ayari (arrêté en même temps qu’Abdeslam et incarcéré à Liège) sont jugés à partir du 5 février 2018 devant la 90e chambre du tribunal correctionnel de Bruxelles pour la fusillade contre plusieurs policiers survenue lors de l'opération policière à Forest, planque probable de Salah Abdeslam pendant sa cavale. Il fait une courte déclaration avant d'expliquer vouloir garder le silence : « Jugez-moi, je n’ai pas peur de vous et de vos associés. Je ne mets ma confiance qu’en Allah. (...) Il y a des preuves tangibles dans cette affaire, je veux qu’on me juge pour ça. Pas pour satisfaire l’opinion publique et les médias. (...) Les musulmans sont jugés et traités de la pire des manières, impitoyablement, sans présomption d’innocence. » L'avocat Sven Mary assure la défense d'Abdeslam[182],[183].
- 12 février : Un comité mémoriel du souvenir des attentats de 10 membres (présidé par la déléguée interministérielle à l’aide aux victimes, Élisabeth Pelsez et comprenant notamment Denis Peschanski) est installé avec pour mission de faire d'ici l'été d’engager une « réflexion approfondie sur les différentes façons de commémorer les attentats, afin de rendre hommage aux victimes, dans un esprit de rassemblement de l’ensemble de la Nation » afin « d' inscrire dans la mémoire collective ces évènements tragiques”, ainsi que d’assurer “la transmission de leur connaissance aux générations futures[184] ».
- 13 février : une fausse victime de l'attentat du Bataclan qui avait déjà touché une provision sur indemnisation est démasquée et arrêtée[185].
- 14 février : Selon la juge Isabelle Prévost-Desprez, « Il n'est pas prouvé que Jawad Bendaoud a fourni un hébergement à des terroristes » et Jawad Bendaoud est donc relaxé. En revanche, Youssef Aït Boulahcen est condamné à quatre ans d'emprisonnement, dont un avec sursis pour « non dénonciation de crime terroriste » et Mohamed Soumah de cinq ans de prison avec maintien en détention pour « recel de malfaiteurs terroristes »[186].

### Juillet 2018
Jules Frutos et Olivier Poubelle revendent les 30 % du Bataclan qu'ils possèdent au groupe Lagardère, qui en détenait le solde et souhaite relancer le lieu. La salle suscite encore des hésitations chez les artistes si bien qu'en 2018 seulement environ 70 concerts ont été programmés.

### Septembre 2018
- 21 septembre : Contesté par l'extrême-droite en raison de certaines paroles de ses chansons, le rappeur Médine annonce l'annulation de ses concerts prévus au Bataclan et la reprogrammation au Zénith de Paris début 2019[188].

### Novembre 2018
- 13 novembre : C'est la première année où les commémorations se déroulent sans président de la République. Les hommages sur les différents sites des attentats sont conduits par le premier ministre Édouard Philippe, les maires de Saint-Denis et Paris en présence du maire de Londres Sadiq Khan. En fin de matinée, des victimes du 13-Novembre se voient remettre la Médaille nationale de reconnaissance aux victimes du terrorisme[189]. Au début de son entraînement, l'équipe de France de football observe une minute de silence[190].

## 2019

### Mai 2019
- 2 mai : la Justice reconnaît la mort de Guillaume Valette (rescapé du Bataclan, victime d'un syndrome de stress post-traumatique, s'étant suicidé par pendaison dans sa chambre de la clinique psychiatrique du Val-de-Marne, le 19 novembre 2017) comme une conséquence des attentats, portant le nombre de morts à 131, sous réserve du procès en cour d'assises[191].

### Août 2019
- 27 août : Jawad Bendaoud est condamné à six mois de prison ferme pour avoir menacé de mort un surveillant lors de son transfert de la prison de Villepinte à celle de Beauvais en juin 2017[192].

### Octobre 2019
- 21 octobre : annonce par les juges de la clôture de l'instruction sur les attentats, ouvrant la voie à un procès d'ici 2021[193].
- 27 octobre : Abou Bakr al-Baghdadi, calife autoproclamé de l'État islamique, organisation ayant revendiqué les attentats de novembre 2015, est tué lors d'un raid des forces américaines dans le village syrien de Baricha[194].

### Novembre 2019
- 13 novembre 2019 : Commémoration du quatrième anniversaire des attentats sur les lieux des attaques en présence des maires concernés, de la Garde des sceaux Nicole Belloubet, du ministre de l'Intérieur Christophe Castaner et le secrétaire d’État Laurent Nuñez[193].
- 21 novembre 2019 : Le parquet national antiterroriste requiert un procès aux assises contre vingt personnes suspectées d'être impliquées dans les attentats du 13 novembre 2015, notamment pour des faits de meurtres, tentatives de meurtres et séquestration, en bande organisée et en relation avec une entreprise terroriste[195].

## 2020
- 13 novembre 2020 : commémoration du cinquième anniversaire des attentats : cérémonies sur les lieux des attaques en comité restreint en raison de la pandémie de Covid-19, en présence du premier ministre Jean Castex, du ministre de l'Intérieur Gérald Darmanin, du Garde des sceaux Éric Dupond-Moretti, des maires concernés, et des présidents des associations de victimes. Les victimes et leurs familles sont tenues à l'écart de ces cérémonies en raison du contexte sanitaire[196].

## 2021-2022: le procès
- 8 septembre 2021 : Ouverture du procès des attentats du 13 novembre 2015, devant la cour d'assises spéciale de Paris.
- 29 juin 2022 : fin du procès. Parmi les condamnés physiquement présents dans le box des accusés, Mohamed Abrini et Salah Abdeslam le sont à perpétuité, de façon incompressible pour ce dernier.